# Irák
Irák, plným názvem Irácká republika (arabsky  جمهورية العراق‎, Džumhúríjat al-Irák, kurdsky كؤماری عێراق, Kómárí Érák), je stát na Blízkém východě v oblasti jihozápadní Asie. Na jihu sousedí s Kuvajtem a Saúdskou Arábií, na západě s Jordánskem, na severozápadě se Sýrií, na severu s Tureckem a na východě s Íránem (provincie Kurdistán), na jihovýchodě se nachází Perský záliv. Severovýchod je hornatý, na jihozápadě leží poušť, podnebí je horké aridní  nebo horké semiaridní. Irák se dělí na 18 guvernorátů, na ploše 438 000 km2 žije 46,8 milionu obyvatel. Hlavním a největším městem je Bagdád, mezi další velká města patří Mosul, Basra a Irbíl. Většinu obyvatel většinu (75–80 %) tvoří Arabové a zbytek převážně Kurdové. Úředními jazyky jsou arabština a kurdština. Drtivá většina obyvatel se hlásí k islámu, a to většinou k šíitskému. 
V Evropě byl dříve Irák znám jako součást Mezopotámie. Tato oblast byla od 6. tisíciletí př. n. l. domovem několika úspěšných civilizací, např. Akkadské, Sumerské, Novoasyrské, Novobabylonské a Seleukovské říše, vládly jí také dynastie Arsakovců, Sásánovců a Abbásovců. Po ovládnutí muslimskými Araby v polovině 7. století bylo toto území součástí chalífátu za vlády volených chalífů a Umajjovců, ílchanátu, říše Safíovců a Afšárovců a Osmanské říše. Hranice moderního Iráku určila Společnost národů poté, co byla v roce 1920 Osmanská říše rozdělena Sèvreskou smlouvou. Oblast Iráku připadla Spojenému království jako mandátní území pod názvem Britský mandát Mezopotámie. V roce 1921 byla ustanovena monarchie a Irácké království získalo nezávislost na Spojeném království v roce 1932. V roce 1958 vznikla Irácká republika, která byla mezi lety 1968 a 2003 ovládána socialistickou stranou Baas, jejímž vůdcem a prezidentem země se v roce 1978 stal Saddám Husajn. Zahraniční politiku i vnitrostátní situaci výrazně ovlivnily irácko-íránská válka a válka v Zálivu. V roce 2003 do Iráku vnikla koalice vedená Spojenými státy a území začala okupovat. O rok později byla kontrola předána dočasné vládě, v roce 2005 byla přijata nová ústava a zvolena nová vláda. Poslední američtí vojáci zemi opustili 18. prosince 2011.
Irák je federální parlamentní republika s prezidentem jako ceremoniální hlavou státu,  zákonodárným orgánem je de facto jednokomorový poslanecký sněm. Jeho politika je však silně zkorumpovaná a situace v zemi je kvůli působení ozbrojených skupin neklidná. Na severovýchodě země existuje de facto autonomní oblast irácký Kurdistán, která je ale ekonomicky závislá na Bagdádu. Podle hrubého domácího produktu je irácká ekonomika 46. největší na světě. Irák má jedny z největších zásob ropy na světě, které dosahují zhruba 115 miliard barelů.  Je jedním ze zakládajících členů Organizace spojených národů, Ligy arabských států a Organizace zemí vyvážejících ropu. Má status pozorovatele ve Světové obchodní organizaci, je členem Úmluvy o chemických zbraních, Mezinárodní agentury pro atomovou energii, G77, Mezinárodního měnového fondu a Světové banky.

## Etymologie
Arabský název al-Irakíja se používá od 6. století. Existuje více možností, odkud pochází. Jedním možným vysvětlením je původ z názvu sumerského města Uruk (podle Bible Erech). Dalším možným vysvětlením je původ z arabského slova `araqa, což znamená přibližně „dobře zavlažený“ nebo „úrodný“.
Mezopotámie byla v arabštině nazývána Irácká země neboli „úrodná země“. Ve středověku existovaly dvě oblasti s názvem Irák: první byl ʿIrāq ʿArabī, „arabský Irák“ (zhruba oblast Mezopotámie) a druhý ʿIrāq ʿajamī, „cizí Irák“ (zhruba dnešní severozápadní Írán). Pojem „Arabský Irák“ nezahrnoval oblast dnešního severního Iráku.

## Historie

### Mezopotámie a arabská nadvláda

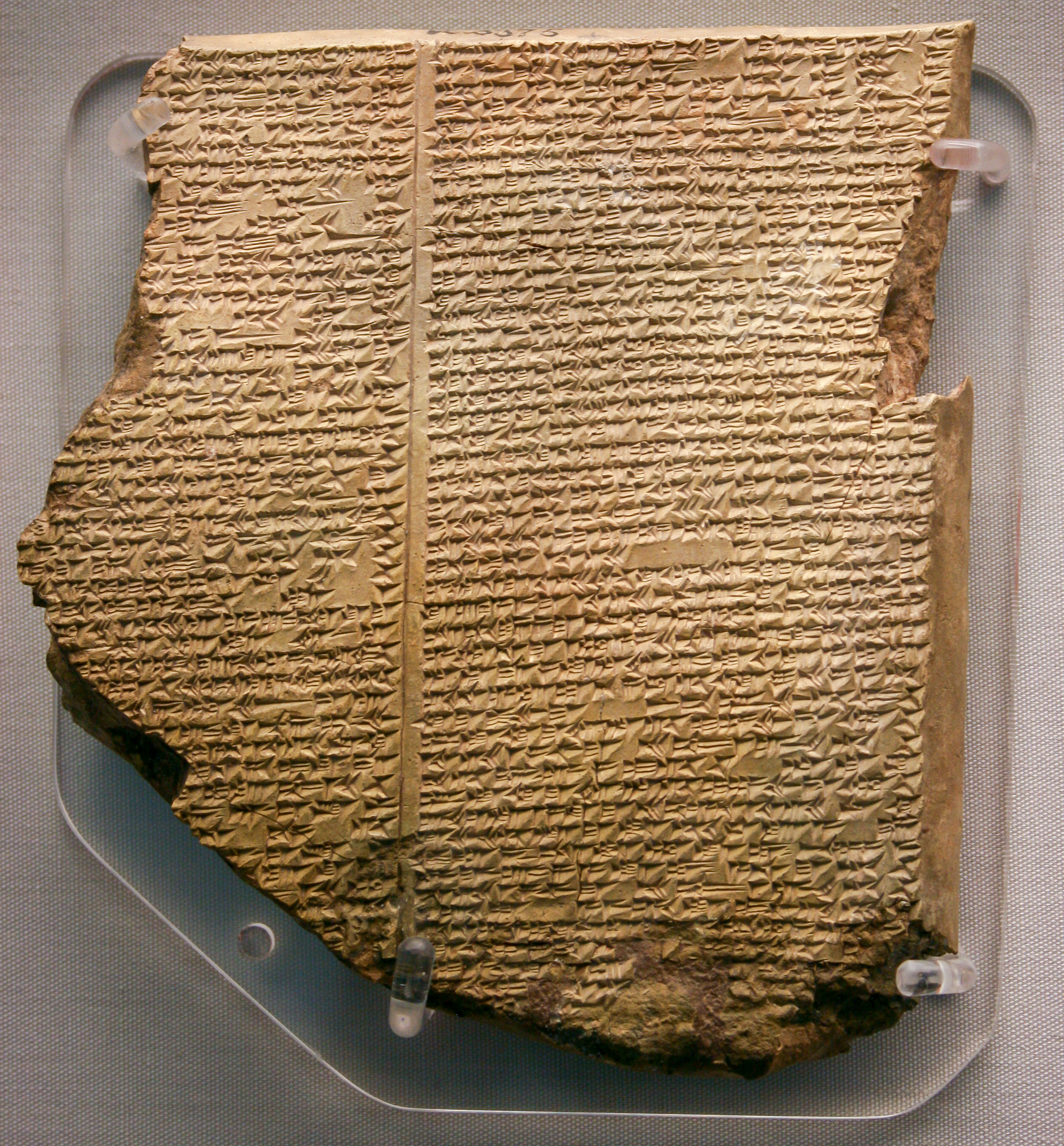
11. tabulka z kanonické verze Eposu o Gilgamešovi, nejvýznamnější literární památce Mezopotámie, vyprávějící o potopě

Islámská říše a hranice chalífátu během období jeho největšího rozmachu.
vláda Mohameda, 622–632
vláda volených chalífů, 632–661
vláda Umajjovců, 661–750

První důkazy osídlení území dnešního Iráku pocházejí z doby před asi 150 000 lety a nejstarší známé vesnické osídlení se datuje do 6. tisíciletí př. n. l. Do jižní části Mezopotámie, jak se území mezi řekami Eufrat a Tigris nazývalo, se na přelomu 4. a 3. tisíciletí př. n. l. dostalo první sumerské obyvatelstvo a založilo zde civilizaci, která se tak stala jednou z nejstarších civilizací na světě. Sumerové na počátku 3. tisíciletí př. n. l. vynalezli klínové písmo, které ryli do hliněných tabulek. Mezopotámie byla rozdělena na jižní Babylonii a severní Asýrii, jejichž dějiny se zpočátku vyvíjely odděleně a později se začaly mísit. Typickým sumerským politickým zřízením byly městské státy, které byly v pozdějších dobách nahrazovány říšemi. První velkou říši s názvem Akkadská říše založil Sargon Akkadský okolo roku 2310 př. n. l., po ní následoval stát 3. dynastie urské. Nejvíce pramenů z mezopotamské doby pochází ze starobabylonského období z doby vlády Chammurapiho, který nechal vydat slavný Chammurapiho zákoník. Mezopotámie byla kvůli své výhodné lokalitě, tak netypicky úrodné v porovnání s okolními územími, často napadána okolními národy. V 17. století př. n. l. se Babylonie zmocnili Chetité a později Kassité, Chaldejci a Peršané, zatímco Asýrii v 7. století př. n. l. ovládli Médové.
V roce 331 př. n. l. dobyl Mezopotámii Alexandr Veliký a ta se po jeho smrti stala součástí Seleukovské říše. Okolo roku 150 př. n. l. se území zmocnili Parthové. Ve 3. století podlehli Parthové Peršanům z dynastie Sásánovců, kteří Babylonii připojili ke své říši. Mnohá z mezopotamských měst, mezi něž patřil např. Babylón, Akkad, Ur, Uruk, Lagaš, Nippur, Aššúr, Ninive a Nimrud, jsou v současnosti významnými archeologickými lokalitami. V Mezopotámii kromě Chammurapiho zákoníku vznikly např. Visuté zahrady Semiramidiny, jeden ze sedmi divů světa, Epos o Gilgamešovi a biblická Babylonská věž.
V roce 637 se Mezopotámie zmocnili muslimští Arabové, a tak se Irák, jak tuto zemi nazvali, stal součástí chalífátu. Po většinu doby arabské nadvlády byl Irák centrem chalífátu a Bagdád, který muslimové založili v roce 762, byl nějakou dobu nejspíše největším městem na světě. Vláda chalífů v Iráku nebyla vždy pevná, zemi v 10. století vládli íránští Bújovci a později se stala součástí velké Seldžucké říše.

### Mongolská nadvláda a Osmanská říše

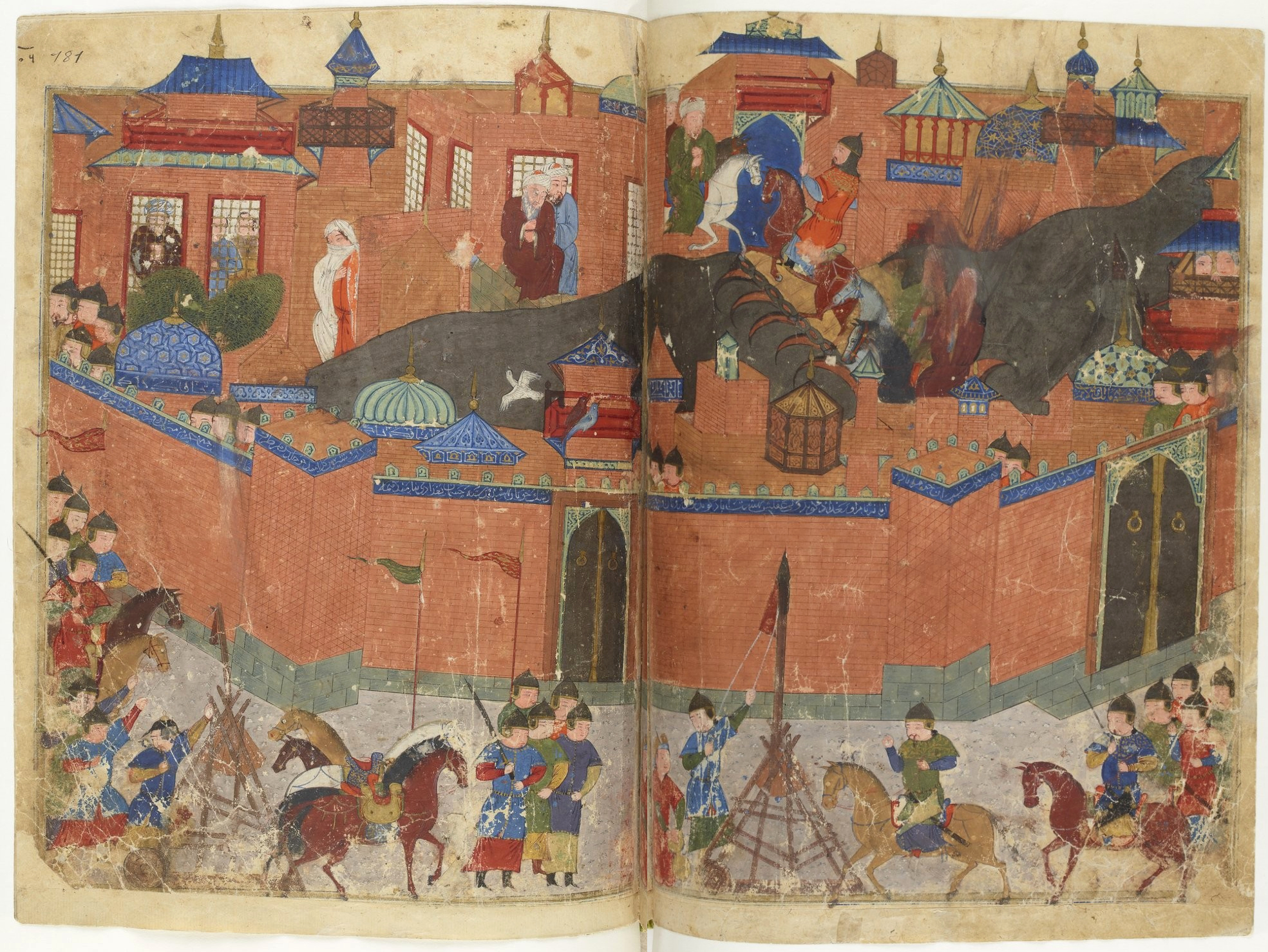
Obléhání Bagdádu

V roce 1258 se po obléhání a následném zdevastování Bagdádu, kdy bylo zabito 200 000–1 000 000 obyvatel, zmocnili Iráku Mongolové a ten se tak stal součástí ílchanátu. Za jejich vlády země ekonomicky i kulturně upadala. Po rozpadu ílchanátu v roce 1335 se stala součástí džálajirovského sultanátu a o půl století později říše turkického vojevůdce Tamerlána. V 15. století se vlády nad Irákem ujali Turkmeni a na počátku 16. století Safíovci. V roce 1514 porazil osmanský sultán Selim I. safíovského vládce Ismá‘íla I. v bitvě u Čaldiránu, připojil ke své říši severní Irák a jeho syn pak zbytek území. Irák poté fungoval hlavně jako nárazníkový stát mezi zbytkem Osmanské říše a Íránem, osmanská vláda ale zprvu nebyla pevná a v půlce 18. století se k moci v Iráku dostali mamlúci gruzínského původu, kteří podporovali zahraniční obchod a mimo jiné povolili zřízení pobočky britské Východoindické společnosti v Basře. Spojené království od té doby zvyšovalo svůj vliv v Iráku, což bylo klíčové pro události ve 20. století.
Do půlky 19. století se Osmanům podařilo svrhnout mamlúckou vládu a začali prosazovat přímou kontrolu nad Irákem. Ke konci 19. století začala země v souvislosti s postupným zaváděním paroplavby na Eufratu a Tigridu pěstovat a vyvážet mnohonásobně více obilí než kdy dříve. Kvůli tomu se asi desetinásobně zvýšila plocha obdělávané půdy a lidé z velké míry přestávali žít nomádským způsobem života. Na počátku 20. století se, v souvislosti se vzestupem hnutí Mladoturků, začala v arabských zemích pod osmanskou nadvládou rozvíjet myšlenka arabského nacionalismu, resp. v tomto případě názor, že pro arabské země by bylo nejlepší, kdyby se od Osmanské říše oddělily. Tato myšlenka se konkrétně v případě Iráku zamlouvala Spojenému království, které stále zvyšovalo objem zahraničního obchodu s touto zemí.

### Britská nadvláda a Irácké království

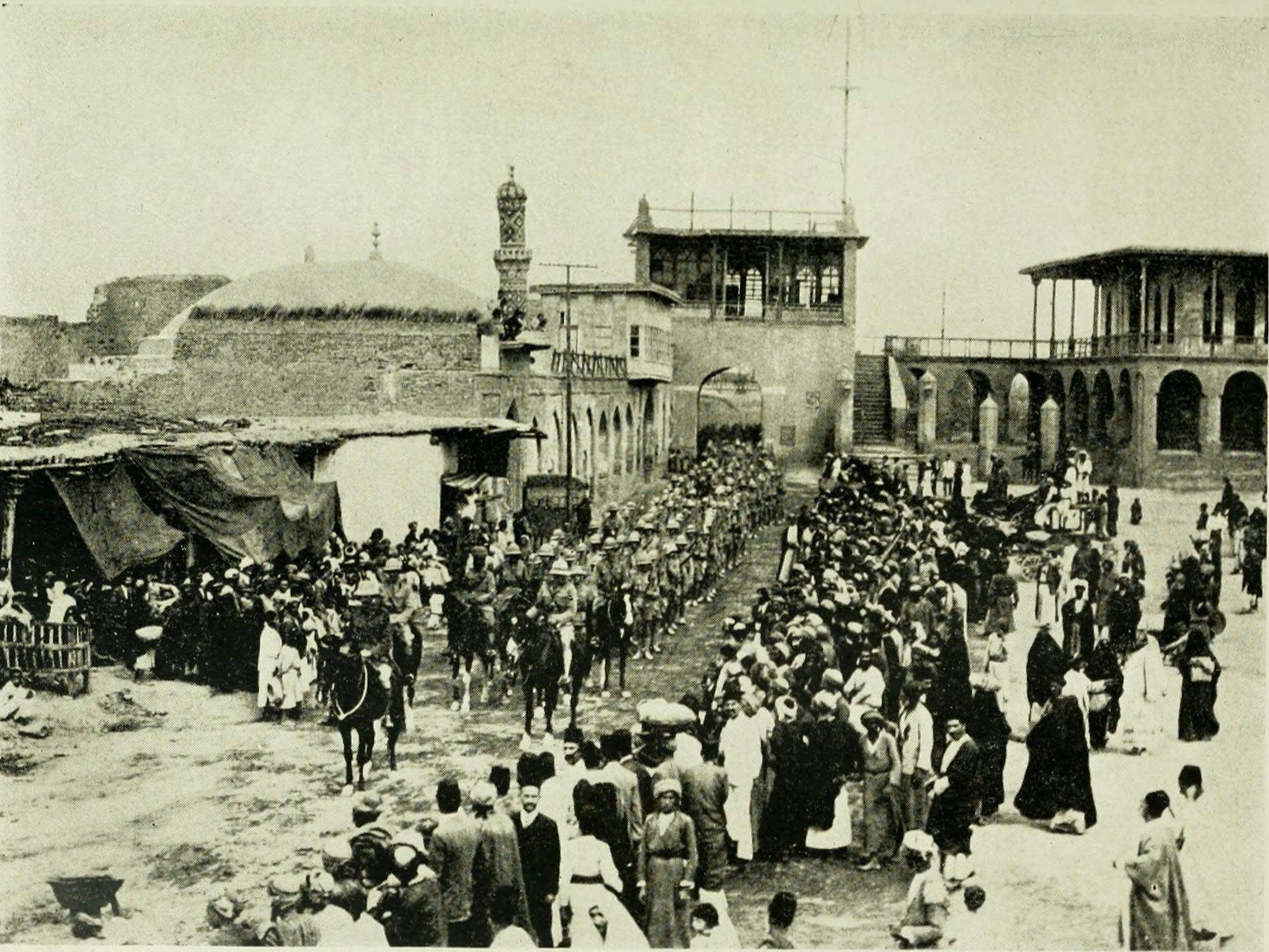
Britská Indická armáda při vstupu do Bagdádu v roce 1917

Na začátku první světové války se Osmanská říše přidala na stranu německého císařství a Spojené království proto zahájilo mezopotamské tažení kvůli obraně svých zájmů v Iráku. Do roku 1918 se Britové zmocnili celého území a po válce jim oblast připadla jako mandátní území pod názvem Britský mandát Mezopotámie. V následujících letech začalo povstání proti britské vládě, které se rozšířilo téměř po celé zemi, a Spojené království proto nabídlo bývalému králi Velké Sýrie Fajsalovi I., aby se stal králem Iráku. Po celostátním referendu se tak v roce 1921 stalo, Irák tím ale nedosáhl úplné nezávislosti. Na naléhání iráckých nacionalistů nakonec Spojené království souhlasilo s vyhlášením nezávislosti Iráckého království, které proběhlo 3. října 1932. I nadále si ale Britové v Iráku zachovali část svého vlivu. Po začátku druhé světové války se k moci v Iráku dostali panarabisté, kteří začali vyjednávat se zeměmi Osy, a proto do země v roce 1941 vnikli Britové a začali zemi opět okupovat; odešli v roce 1947. Irák se v roce 1955 stal součástí Bagdádského paktu.

### Vznik Irácké republiky
V první polovině 20. století pokračovalo rozšiřování plochy obdělávané půdy, která byla navíc přesouvána z vlastnictví státu do vlastnictví soukromého. Získávaly ji ale většinou bohaté rodiny, a zvyšovaly se tak rozdíly mezi chudou a bohatou vrstvou. Na konci 50. let Irák zaznamenal velký hospodářský rozvoj kvůli prudkému nárůstu vývozu ropy. V roce 1958 proběhl vojenský převrat vedený Abdalem Karim Kásimem, při němž byl 14. července na nádvoří královského paláce zastřelen král Fajsal II. Nová revoluční vláda v čele s Kásimem zrušila monarchii, nastolila republiku, prohlásila islám za státní náboženství, odešla z Bagdádského paktu a politicky se začala sbližovat se Sovětským svazem. Převrat a první kroky nového režimu byly vřele uvítány iráckou veřejností. V únoru 1963 proběhl další státní převrat v čele s arabskou socialistickou stranou Baas. Po něm se prezidentem stal Abdul Salám Árif, který nechal několik členů Baas uvěznit. V roce 1968 se tato strana ujala moci. O dva roky později byly částečně vyřešeny dlouhodobé spory s Kurdy žijícími na severu, když vláda uveřejnila manifest uznávající legitimitu kurdské národnosti a rozhodla vymezit autonomní oblast irácký Kurdistán. Tento krok se ale nakonec ukázal jako falešný a v roce 1973 vypukly v Kurdistánu otevřené boje, které trvaly jeden rok. Vláda strany Baas zpočátku nenabyla obliby ani v Iráku, ani mimo něj. Domácí podporu si získala v roce 1972 znárodněním Irácké ropné společnosti (IPC) a zlepšení zahraničních vztahů bylo zapříčiněno postupným odvracením se od Sovětského svazu a komunismu.

### Husajnova vláda

Bassističtí prezidenti Ahmad Hasan al-Bakr a Saddám Husajn v roce 1978

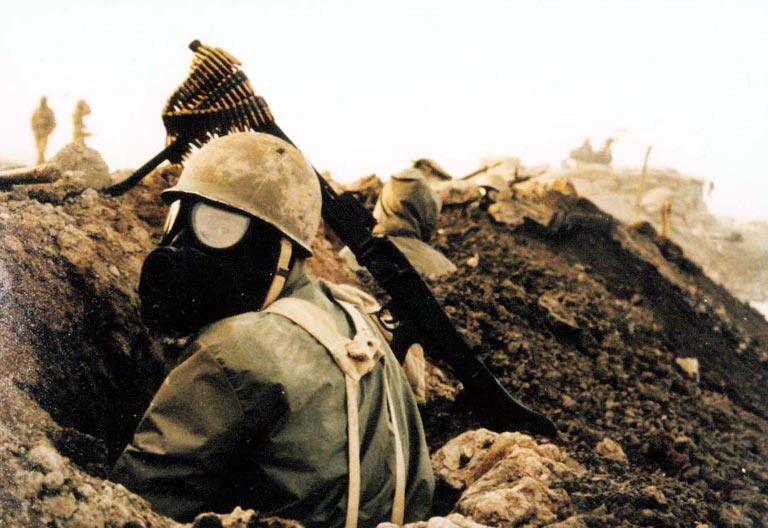
Íránský voják s plynovou maskou v irácko-íránské válce. Iráčané ve válce používali jedovaté plyny.

Na začátku 70. let Irák zbohatl kvůli prudkému nárůstu příjmů z ropy, což mu umožnilo podporovat finančně náročné programy např. ve školství, zdravotnictví a bytové výstavbě. Postupně se tak zvyšovala životní úroveň a režim měl širokou podporu veřejnosti. Na druhou stranu výrazně poklesla zemědělská produkce a s problémy se potýkal průmysl a služby. Saddám Husajn, který se podílel na převratu v roce 1963 a od roku 1968 v zemi získával stále větší moc, se v roce 1979 stal prezidentem Iráku a velitelem armády. Svou vládu začal popravou 22 svých odpůrců a likvidováním konkurence se vyznačovalo celé období jeho vlády.
Po svržení starého režimu v sousedním Íránu a nástupu šíitské diktatury se dlouhodobě špatné vztahy Íránu s Irákem ještě zhoršily a Husajn zahájil 22. září 1980 irácko-íránskou válku invazí vojsk do Íránu. Válka skončila po osmi letech uzavřením příměří. Zemřelo během ní mezi 500 000–1 000 000 lidí na obou stranách a Irák finančně zruinovala. Urychlila expanzi soukromého hospodářství a vedla k tomu, že se Spojené státy staly spojencem Iráku. Poslední rok války začala genocida kurdského obyvatelstva ze strany irácké vlády známá pod názvem al-Anfál, která vyústila ve smrt zhruba 200 000 Kurdů a úprk dalších 150 000 do Íránu a Turecka během půl roku. V tomto procesu byly použity i chemické zbraně.
V srpnu roku 1990 Husajn zaútočil na Kuvajt a prohlásil ho za svou další provincii, čímž započal válku v Zálivu. Rada bezpečnosti OSN uvalila na Irák hospodářské embargo a Spojené státy se ujaly vedení koalice, která v únoru následujícího roku vyhnala iráckou armádu z okupovaného území. Porážka podnítila šíity a Kurdy k povstání proti režimu, které bylo násilně potlačeno. Počet mrtvých dosáhl až 300 000 lidí a až 2 500 000 Kurdů a šíitů bylo donuceno emigrovat do Turecka a Íránu. V dubnu 1991 Spojené státy, Spojené království a Francie kvůli ochraně obyvatel vytvořily nad iráckým Kurdistánem bezletovou zónu a tak vznikla de facto kurdská autonomní oblast. Ke konci 90. let začal účinek embarga uvaleného OSN slábnout. V tomto období se životní situace v zemi horšila, mnoho lidí trpělo podvýživou a nedostatečnou zdravotní péčí. Mimo to se zhoršovala úroveň vzdělání a kvůli nepříznivým podmínkám opustilo Irák na tři miliony obyvatel.

### Po Husajnovi

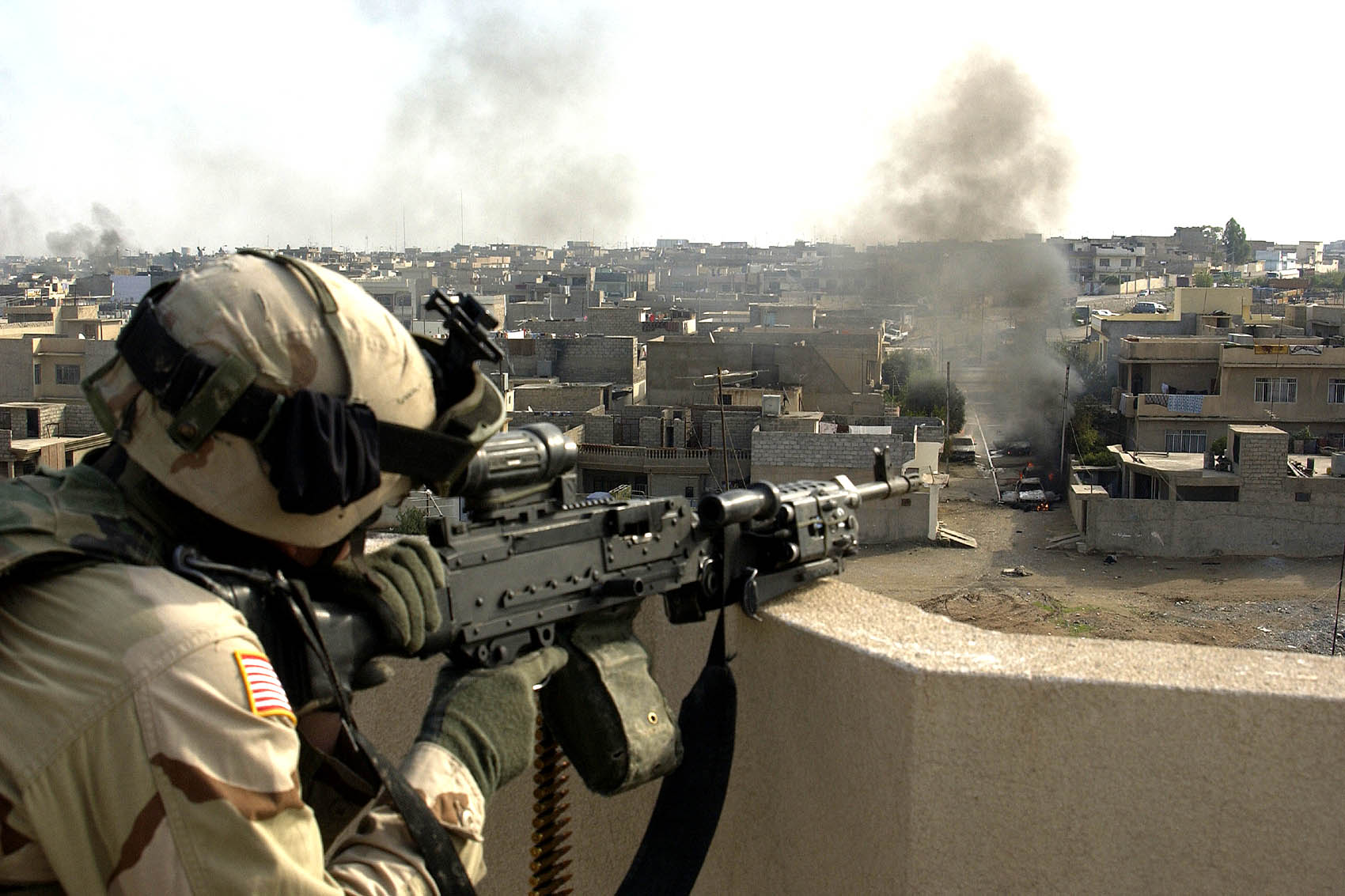
Američtí vojáci bojují s povstalci v Mosulu v roce 2007

Po teroristických útocích 11. září 2001 označil George W. Bush Irák za součást „osy zla“. Dne 20. března 2003 provedly Spojené státy a jejich spojenci invazi, která započala válku v Iráku. Do poloviny roku okupovali celé území a 13. prosince 2003 byl ve svém rodném Tikrítu nalezen Husajn. Koaliční síly v dubnu vytvořily Prozatímní koaliční správu jako přechodnou vládu, která byla v červnu 2004 rozpuštěna a moci se ujala irácká vláda v čele s předsedou Ajádem Alávím. V roce 2005 byla zvolena nová vláda, proběhly volby do Iráckého národního shromáždění, byla přijata nová demokratická ústava a prezidentem byl zvolen Džalál Talabání. Mezitím se zvyšovalo násilí mezi šíitskými a sunnitskými muslimy, kteří na sebe páchali atentáty, a tyto nepokoje vyústily v občanskou válku. Situace se v roce 2008 začala postupně uklidňovat a v lednu 2009 dosáhla bezpečnost v zemi nejlepší úrovně od invaze.
Válka v Iráku si vyžádala až 461 000 obětí. Chilcotova komise, která zkoumala britské zapojení do války v Iráku, dospěla v roce 2016 k závěru, že invaze do Iráku byla „neoprávněná“. Poslední bojové jednotky Spojených států opustily Irák 19. srpna 2010 a poslední ze zbylých asi 50 000 vojáků zemi opustili 18. prosince 2011.

### Po americké intervenci

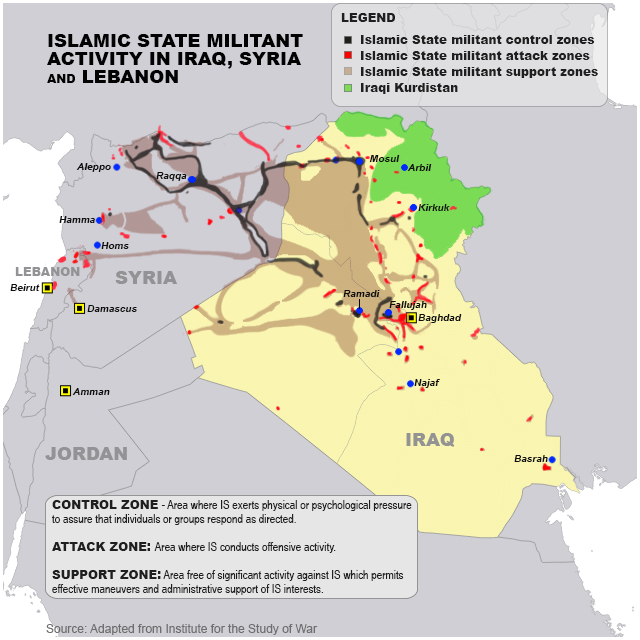
Vojenská situace v roce 2015

V únoru 2011 zasáhla Irák vlna protestů známá jako arabské jaro. Demonstrací ve větších městech se účastnily desetitisíce lidí, kteří požadovali snížení korupce, odstoupení některých vládních činitelů, lepší dostupnost služeb a nové pracovní nabídky. Při protestech zemřelo několik lidí na následky střelných zranění způsobených bezpečnostními složkami.
V roce 2012 a 2013 vzrostla míra násilí a ozbrojené skupiny v Iráku byly burcovány občanskou válkou v Sýrii. Jak sunnité, tak i šíité překročili hranici a zasáhli do bojů v Sýrii. V roce 2012 protestovali hlavně sunnitští Arabové proti vládě, která se je údajně snaží odstavit na okraj.
Během roku 2013 sunnitské militantní skupiny zintenzivnily útoky na šíitské obyvatele v Iráku ve snaze podkopat důvěru ve vládu Núrí Málikího. V roce 2014 sunnitští povstalci náležící k Islámskému státu převzali kontrolu nad několika velkými iráckými městy, včetně Tikrítu, Fallúdži a Mosulu. Islámskému státu se podařilo využít chaosu v zemi s roztříštěnou vládou i společností a vojensky se etablovat na značné části iráckého i syrského území. To mělo za následek, že značná část obyvatelstva musela opustit své domovy. Podle odhadů se jedná o 3 miliony vnitřně vysídlených osob, dalších 8 milionů lidí potřebuje kvůli konfliktu akutní humanitární pomoc.
Mosul byl osvobozen v červenci 2017 iráckou armádou a kurdskými milicemi za mezinárodní letecké a logistické podpory. Při bojích o Mosul zahynulo více než 10 tisíc civilistů.

## Státní symboly

### Vlajka
Irácká vlajka je tvořena listem o poměru stran 2:3 se třemi vodorovnými pruhy v barvách červené, bílé a černé. V prostředním, bílém pruhu je zelený arabský nápis Alláhu akbar („Bůh je veliký“).

### Znak
Irácký státní znak je tvořen saladinovským orlem s černými perutěmi a ocasem podle egyptského vzoru. Na hrudi orla je položen štít s barvami a nápisem Alláhu akbar (Takbír) z irácké vlajky. Orel stojí na zeleném podkladu s arabským nápisem Džumhúríjat al-Irák (česky Irácká republika).

### Hymna
Irácká hymna je píseň Mawtiní (česky Má vlasti), napsaná palestinským básníkem Ibráhímem Touqánem. Hudbu složil Muhammad Fuliefil.

## Geografie

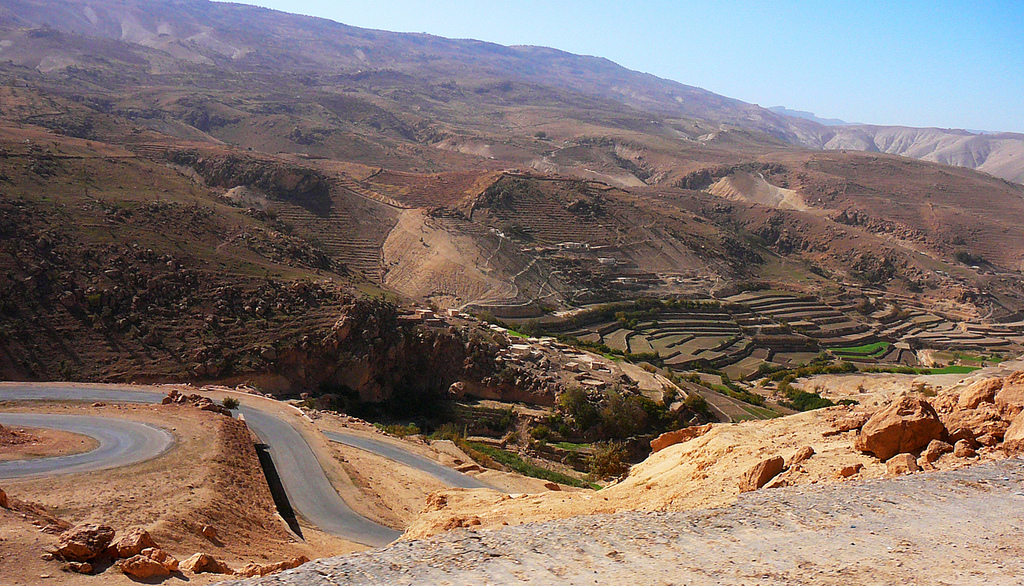
Hory v guvernorátu Ninive

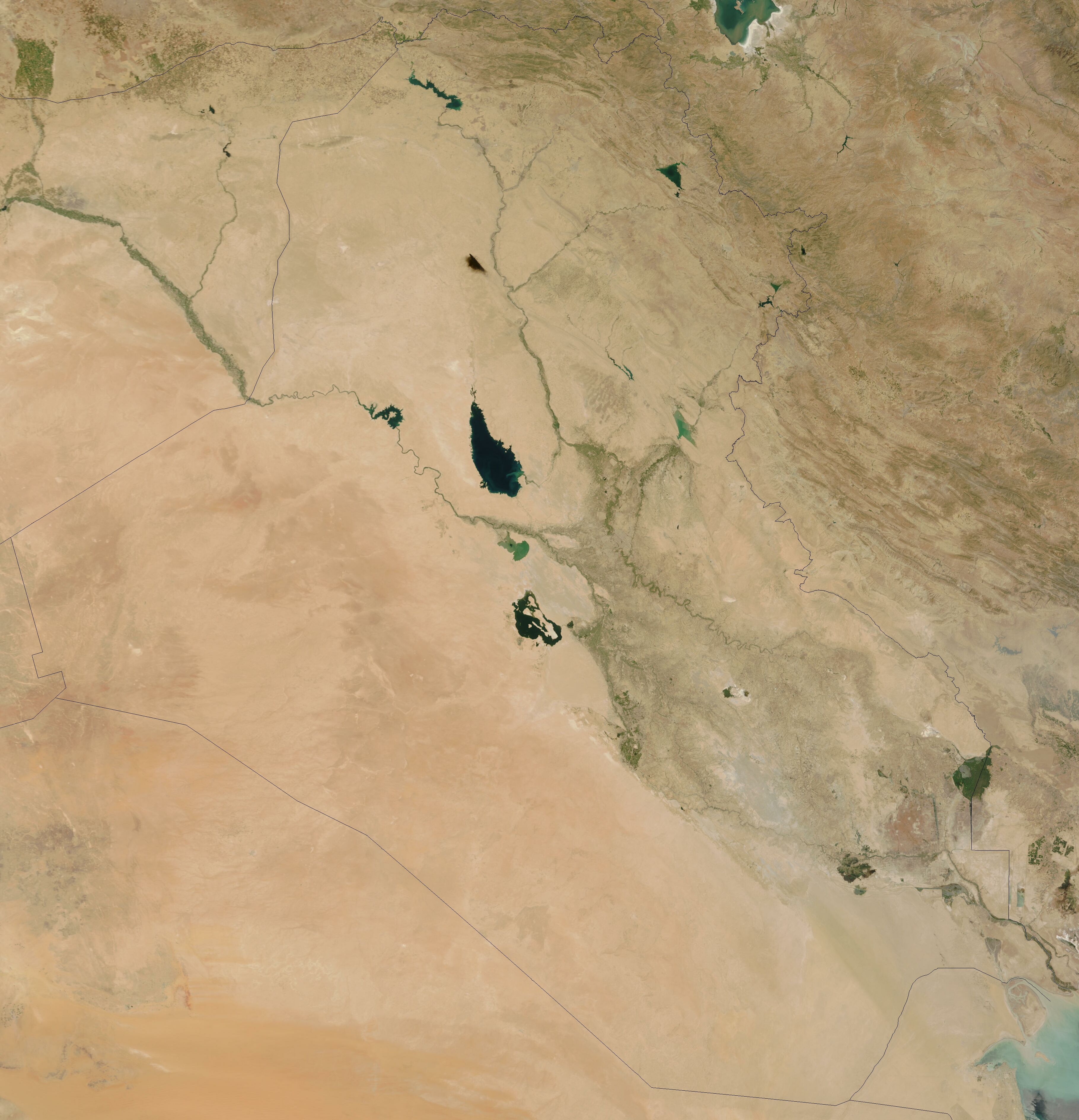
Satelitní snímek Iráku

Irák se nachází v jihozápadní Asii v oblasti označované jako Blízký východ. Je jedním z osmi států ležících na břehu Perského zálivu, jeho pobřeží dosahuje délky 58 km. Celková rozloha činí 438 317 km², z toho je 950 km² vodní plochy, je tak 58. největší zemí na světě. Na jihu sousedí s Kuvajtem (délka hranice 240 km) a Saúdskou Arábií (814 km), na západě s Jordánskem (181 km), na severozápadě se Sýrií (605 km), na severu s Tureckem (352 km) a na východě s Íránem (1458 km), se kterým má nejdelší hranici. Na jihu u hranic se Saúdskou Arábií bylo v letech 1922–1975 neutrální území, k vytyčení hranice došlo roku 1981.
Irák lze topograficky rozdělit na čtyři oblasti, a to na pouště typické pro irácký západ a jihozápad, vysočiny mezi řekami Eufrat a Tigris v severní části začínající asi 120 km severně od Bagdádu, aluviální roviny v centrálním a jihovýchodním Iráku, které zabírají území větší než 132 000 km², a pohoří severovýchodu, které pokračuje do Turecka a Íránu. Nejvyšším bodem je Cheekha Dar s 3 611 m n. m. a nejnižším je hladina Perského zálivu, tedy 0 m n. m.
Největšími a nejvýznamnějšími řekami Iráku jsou Eufrat a Tigris, které se po více než 2 500 km spojují asi 150 km severně od Perského zálivu. Mezi další řeky patří Chábúr, Velký Zab, Malý Zab, Dijála, Šatt al-Arab a Kerche. Zhruba 13 % půdy je zemědělsky využitelných, nejúrodnější oblast jsou aluviální roviny. Největšími jezery jsou Tharthar a Milh. Největší vodní přehradou je Mosulská přehrada, která je čtvrtou největší na Blízkém východě.
Irák je součástí dvou ekoregionů: říčního systému Eufrat-Tigris na východě a Íránsko-anatolského hotspotu na severovýchodě. Mezi nejčastější živočichy patří různé druhy ptáků, vlk, liška, šakal, hyena, prase divoké a kočka divoká. Irák má několik endemických organismů, mezi které patří ryby parmoun Widdowsonův (Typhlogarra widdowsoni) a Caecocypris basimi, krysa Bunnova (Nesokia bunnii), několik bezobratlých a asi 190 druhů rostlin. Země trpí znečišťováním vody, erozí, dezertifikací a snahami vlády o změnu toku řek.

### Podnebí
V Iráku se nacházejí dvě podnebné oblasti: většinu území zabírají níže položené oblasti s aridním a teplým podnebím, na severovýchodě jsou pak pohoří s nižšími teplotami. V nižších polohách, ve kterých se vyskytují pouště a aluviální roviny, se střídá léto a zima s krátkými přechodnými obdobími. Léto trvající od května do října je velmi teplé, průměrné teploty se pohybují mezi 22 °C a 38 °C. Ve vyšších polohách je období léta kratší – trvá od června do září – a zhruba o 5–10 °C chladnější. V zimě spadne zhruba 90 % celoročních srážek; ročně spadne mezi 100–170 mm vody v nižších polohách a 320–570 mm ve vyšších polohách. Teploty v zimě dosahují hodnot mezi 0 °C a 17 °C.

## Vláda a politika

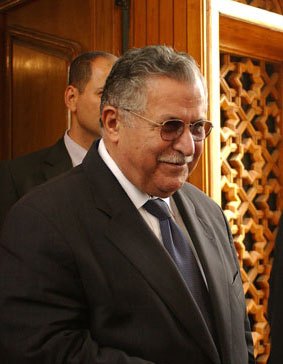
Bývalý irácký prezident Džalál Talabání

Irák je parlamentní demokratická republika, v jejímž čele stojí prezident, který je volen Sněmovnou reprezentantů. Od roku 2022 jím je Abdul Latif Rašíd. Výkonná moc je v rukou vlády, v jejímž čele stojí premiér. Ten je určován prezidentem z většinové strany v parlamentu a se souhlasem parlamentu a je zároveň vrchním velitelem ozbrojených sil. Zákonodárnou moc představují Sněmovna reprezentantů a Sněmovna federace. Počet reprezentantů je závislý na počtu obyvatel Iráku; podle irácké ústavy má být 1 reprezentant na 100 000 obyvatel země. V současnosti (2011) jich je 325, volby probíhají každé čtyři roky a poslední proběhly 7. března 2010. Nejlépe v nich dopadla koalice Irácké národní hnutí, která sebe samu popisuje jako sekulární a nesektářskou koalici. Těsně za ní se umístila Málikího Koalice právního státu, jejímž hlavním cílem je zvýšit bezpečnost ve státě, a na třetí pozici se umístila šíitská Národní irácká aliance. Nejsilnější stranou bylo Sadristické hnutí (z Národní irácké aliance) a z kurdských stran Kurdská demokratická strana Iráku. Nejvyšší soudní autoritou je Nejvyšší federální soud. Padesát tisíc amerických vojáků, z nichž poslední zemi opustili 18. prosince 2011, v zemi zůstalo kvůli pomoci iráckým protějškům.

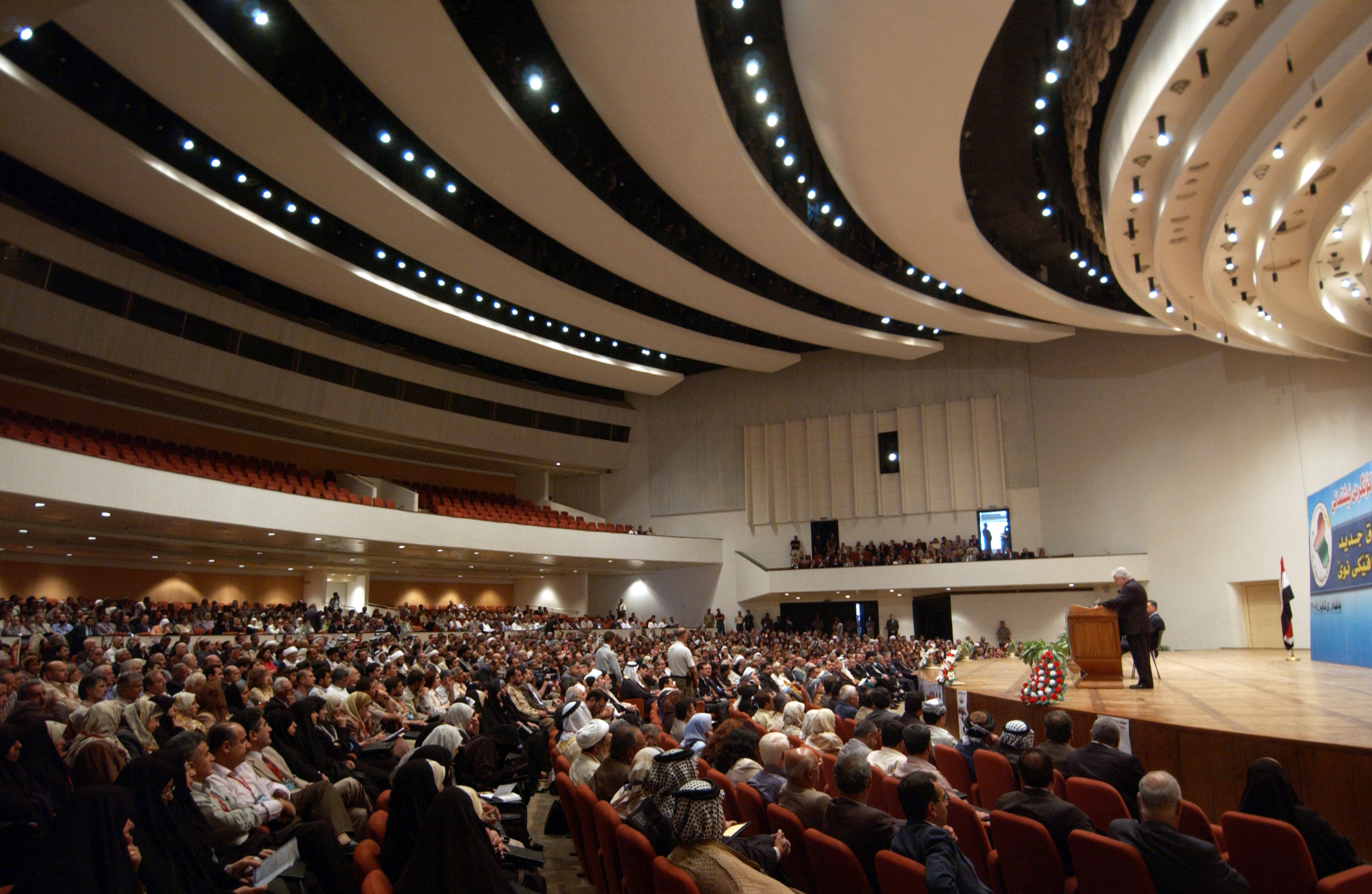
Bagdádské konferenční centrum, ve kterém se schází Sněmovna reprezentantů

Nová demokratická ústava, oddělující výkonnou, zákonodárnou a soudní moc, byla přijata v roce 2005 téměř 80 % obyvatelstva. Mezi lety 1968 a 2003 byla země pod vládou strany Baas, dnes v ní existuje systém více politických stran. Politika Iráku je silně zkorumpovaná, jeho index zhroucených států vytvářený časopisem Foreign Policy byl v roce 2010 v pořadí 7. největší na světě. Irák se také pravidelně umisťuje na posledních místech žebříčku podle světového indexu míru sestavovaného Institutem pro ekonomii a mír, v roce 2010 měl tento index po Somálsku nejmenší. Proti přítomnosti americké armády a vládě bojují např. al-Káida a různé sunnitské a ší'itské ozbrojené skupiny, které páchají veřejné sebevražedné atentáty, vraždy, únosy a mučení, jejichž cílem jsou často příslušníci etnických a náboženských menšin, státní úředníci, soudci atd. Na politickém poli spolu šíité a sunnité spolupracují a bezpečnost ve státě se postupně zlepšuje.
Amnesty International uvádí, že tisíce lidí (většinou sunnitů podezřelých z financování sunnitských ozbrojených skupin) jsou oběťmi porušování lidských práv, mezi něž patří svévolné zatýkání, mučení a znásilňování (v tajných věznicích), dokonce i odsouzení k trestu smrti po nespravedlivých soudních procesech. Lidská práva porušovali i američtí vojáci, kteří mimo jiné zabili několik civilistů. Právo na svobodu shromáždění je garantováno ústavou a v praxi se dodržuje. Právo na svobodu slova je také zaručené právně, ale narušuje ho napětí mezi různými skupinami obyvatel. Od roku 2003 vzniklo přes 150 periodik, která fungují bez výrazných omezení vlády. V roce 2006 byl schválen zákon zakazující kritizování veřejných činitelů.

### Administrativní dělení
Irák je rozdělen na 19 guvernorátů (arabsky muháfaza) neboli provincií. V březnu 2014 byl vytvořen nový guvernorát Halabdža v Iráckém Kurdistánu. Guvernoráty se dále dělí na okresy. Mezi nejvýznamnější města patří Bagdád (zhruba 5 700 000 obyvatel), Mosul (1 450 000), Arbíl (1 000 000), Basra (923 000) a Sulajmáníja (836 000).
| Mapa správního rozdělení Iráku | 1. Bagdád (بغداد), Bagdád 2. Saladdín (صلاح الدين), Tikrít 3. Dijála (ديالى), Bá'kuba 4. Wásit (واسط), Kút 5. Majsán (ميسان), Amára 6. Basra (البصرة), Basra 7. Dhíkár (ذي قار), Násiríja 8. Mutanná (المثنى), Samáwa 9. Kádisíja (القادسية), Díváníja 10. Babylón (بابل), Hilla 1. Karbalá (كربلاء), Karbalá 1. Nadžaf (النجف), Nadžaf 1. Anbár (الأنبار), Ramádí 1. Ninive (نينوى), Mosul 1. Dahúk (دهوك), Dahúk 1. Arbíl (أربيل), Arbíl 1. Kirkúk (كركوك), Kirkúk 1. Sulajmáníja (السليمانية), Sulajmáníja 1. Halabdža (حلبجة), Halabdža |

#### Irácký Kurdistán

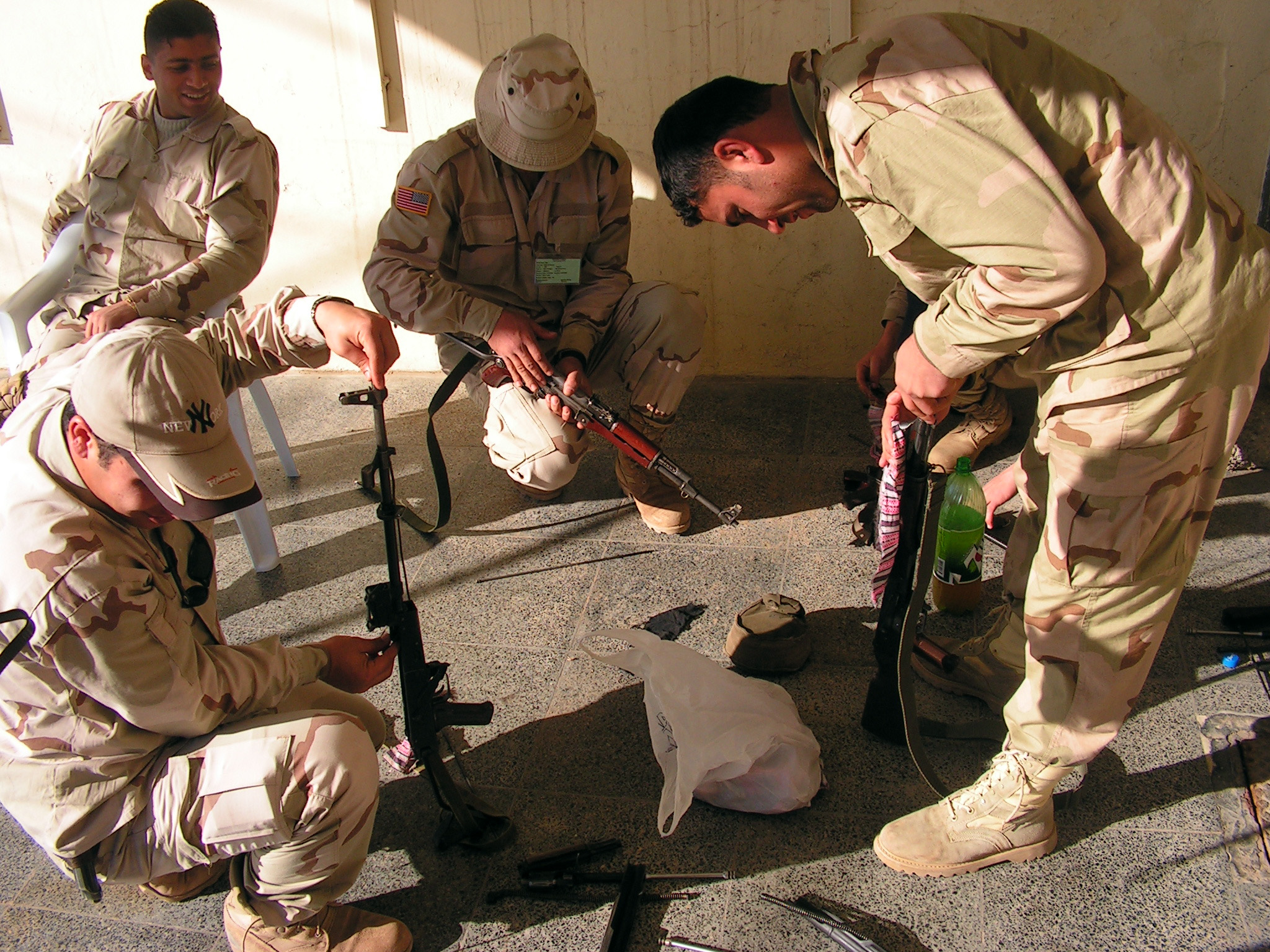
Kurdští vojáci známi pod názvem pešmerga

Irácký Kurdistán je právně vymezená autonomní oblast, která zahrnuje severovýchodní irácké provincie Arbíl, Dahúk, Halabdža a Sulajmáníja, což je území s rozlohou asi 36 000 km² a 4 miliony obyvatel. Oficiálně je součástí Iráku a je finančně závislá na Bagdádu, ale má rozdílnou politiku, vlastní vlajku, vojenské jednotky (zvané pešmerga) a jazyk. Hranice s arabským Irákem hlídají bezpečnostní složky a arabští Iráčané jsou v Kurdistánu často považováni za cizince. Oblast byla vymezena v roce 1970, ale de facto autonomní se stala až v roce 1991, kdy její území opustily irácké vojenské jednotky. V témže roce se také stala součástí Organizace nezastoupených států a národů. Největší kurdskou koalicí je Kurdská aliance složená z 11 stran, která ve volbách do Kurdské regionální vlády v roce 2009 získala 59 ze 111 míst. Současným prezidentem kurdského regionu je Masúd Barzání.

### Zahraniční vztahy

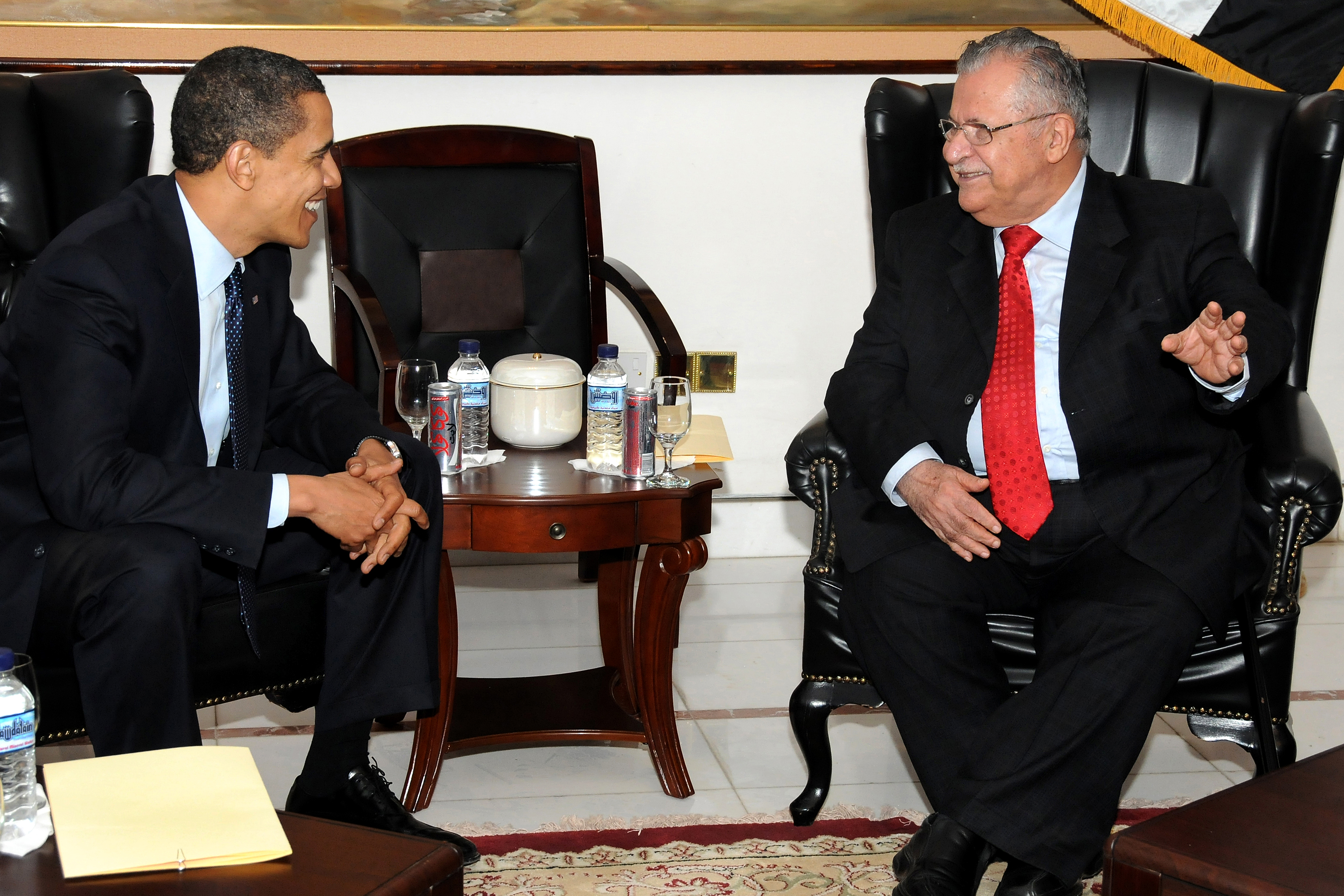
Džalál Talabání s americkým prezidentem Barackem Obamou

Klíčovým spojencem Iráku jsou od roku 2003 Spojené státy kvůli pomoci při rekonstrukci země. Irák je členem několika mezinárodních organizací. Byl jedním ze zakládajících členů Organizace spojených národů, Ligy arabských států a Organizace zemí vyvážejících ropu. Po pádu Saddáma Husajna se snaží navazovat a udržovat dobré vztahy hlavně se sousedními státy. Turecko se snaží posílit svou pozici dominantního obchodního partnera Iráku a investuje v něm převážně do energetiky. Vzrůstá obchodní výměna s Íránem, byly podepsány dohody o ropné spolupráci a do budoucna je naplánováno odstraňování celních a obchodních překážek mezi těmito dvěma státy. S Kuvajtem se Irák snaží vyřešit otázku válečných reparací, které mu má platit. Částku stanovenou jako 5 % příjmů z ropy se Irák snaží snížit. Země není v současnosti (2011) členem Světové obchodní organizace (WTO), v roce 2004 požádala o členství a získala status pozorovatele. Evropská unie od invaze poskytla Iráku finanční pomoc v hodnotě asi 1 miliardy euro na rekonstrukci země v oblasti infrastruktury, bezpečnosti, prosazování demokracie a dostupnosti základních služeb. V listopadu 2006 začalo vyjednávání mezi EU a Irákem o podpisu partnerské smlouvy, která by politické a ekonomické spolupráci dodala právní základ. Se Spojenými státy udržuje Irák nadále úzké vztahy, ačkoliv vliv USA vzhledem k odchodu amerických vojáků postupně klesá.
Česko má v Bagdádu velvyslanectví a Irák má velvyslanectví v Praze. Mezi těmito dvěma státy je podepsáno několik smluv, do budoucna jsou plánovány Dohoda o zabránění dvojímu zdanění a Dohoda o vzájemné ochraně a podpoře investic. Na místě působí ve spolupráci s vládou česká humanitární organizace Člověk v tísni. Pro občany ČR platí vízová povinnost. Pro kurdistánské provincie existoval jiný režim, kdy byl možný bezvízový styk po dobu 10 dnů a o prodloužení bylo možné žádat na místní policejní stanici. V současnosti je možné získat na kurdistánských hraničních přechodech třicetidenní vízum, které neplatí ve zbytku Iráku.

### Obrana a bezpečnost

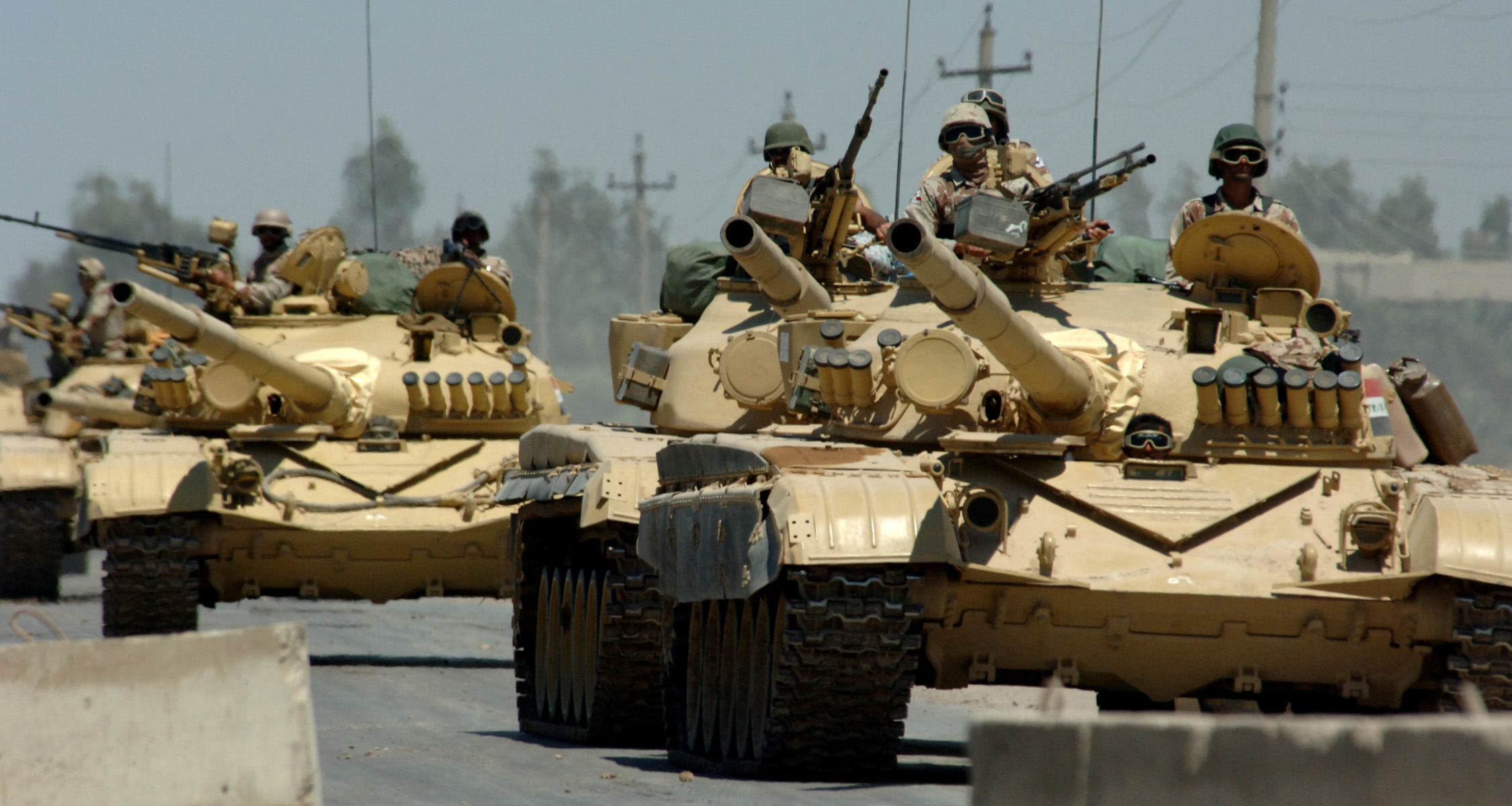
Irácké tanky v roce 2006

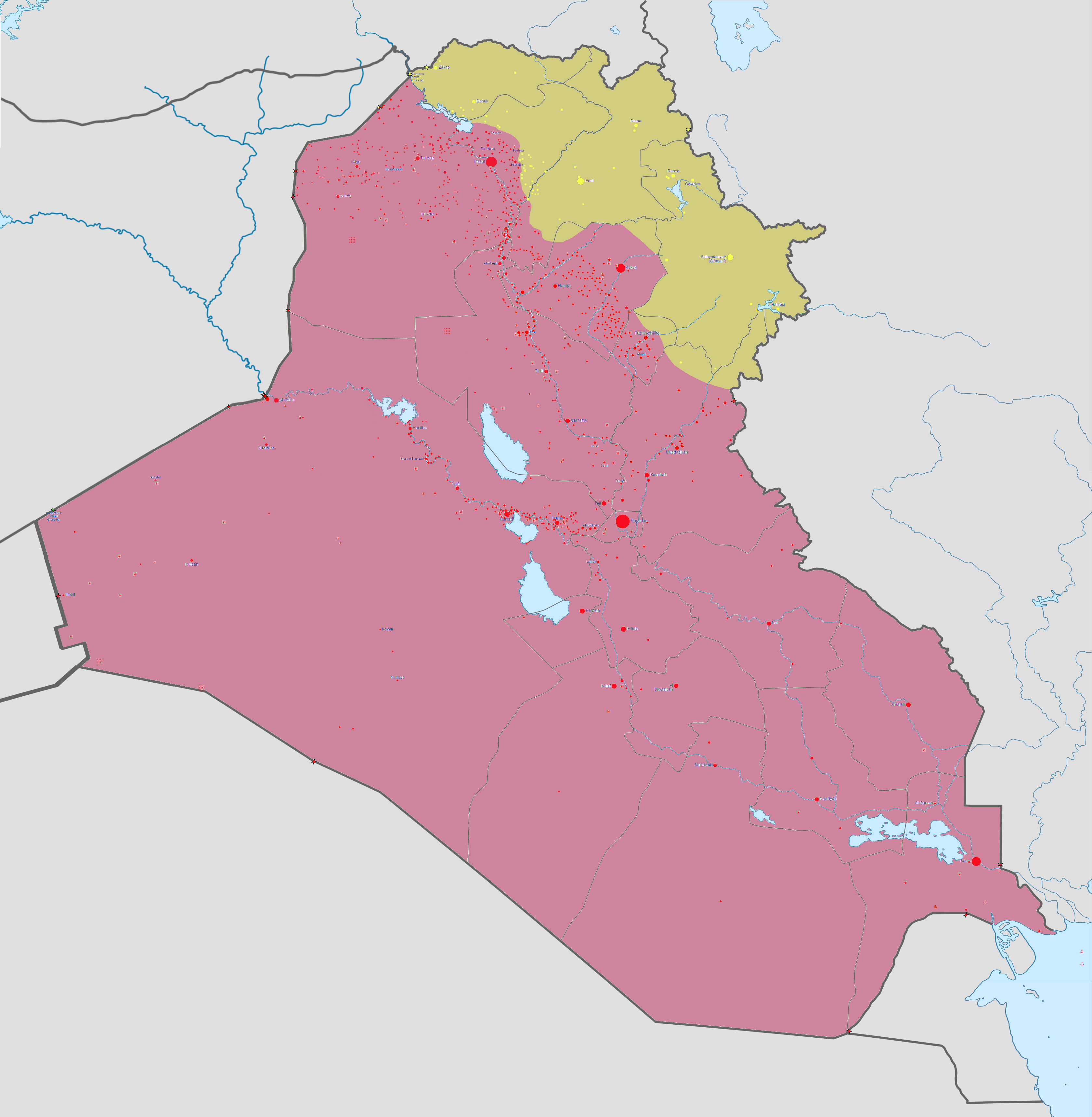
Současná vojenská kontrola na Irákem ke 3. květnu 2018 :
Pod kontrolou irácké vlády
Pod kontrolou iráckých Kurdů

Irácká policie působící pod ministerstvem vnitra sestává zhruba ze 400 000 policistů, kteří se starají o bezpečnost na celém území mimo Kurdistánu, který má na starost kurdská regionální policie. Minimální věk pro vstup k policii je 18 let. Irácké ozbrojené síly se dělí na armádu, letectvo a námořnictvo. Čítají necelých 280 000 vojáků, z toho působí asi 6 000 v letectvu a 2 000 v námořnictvu. K roku 2010 Irák vlastnil 295 tanků, 2 695 obrněných a bojových vozidel, 1 580 kusů mobilního dělostřelectva, 224 samohybných děl, 550 protitankových zbraní, 1 139 letadel a 15 lodí (z toho 13 hlídkových). Výdaje na obranu za rok 2011 činily téměř 18 miliard dolarů. Na provinciální úrovni dochází k častým infiltracím zdejších milic do armádních řad a tyto nepříliš loajální skupiny představují do jisté míry pro irácký stát problém. Postupně však dochází k zlepšení situace – zejména díky spolupráci s americkou armádou jsou případní členové ozbrojených skupin či jiní lidé s pochybnou loajalitou z armády propouštěni. Na druhou stranu se dle nadace Bertelsmann politické špičky a další významní činitelé irácké společnosti opakovaně uchylují k navazování užších kontaktů s představiteli armády, většinou nad vybranými jedinci drží ochrannou ruku či jim zajišťují výhodné funkce.
V roce 2004 započala Severoatlantická aliance na žádost irácké vlády výcvikovou misi s názvem NATO Training Mission Iraq (NTM-I) za účelem přetvoření a profesionalizace irácké armády. Cílem této mise je poskytnout účinný obranný sektor s demokratickým vedením. Původně se soustředila na výcvik výše postavených armádních důstojníků, v roce 2007 se však rozšířila na výcvik policie a v prosinci 2008 na výcvik dalších složek jako např. loďstva a letectva. Do roku 2011 se operace zúčastnilo 23 členských států NATO, které přispěly celkově částkou asi 250 milionů dolarů. Zejména v oblasti loďstva a letectva je irácká armáda nadále na americké podpoře závislá.

## Ekonomika

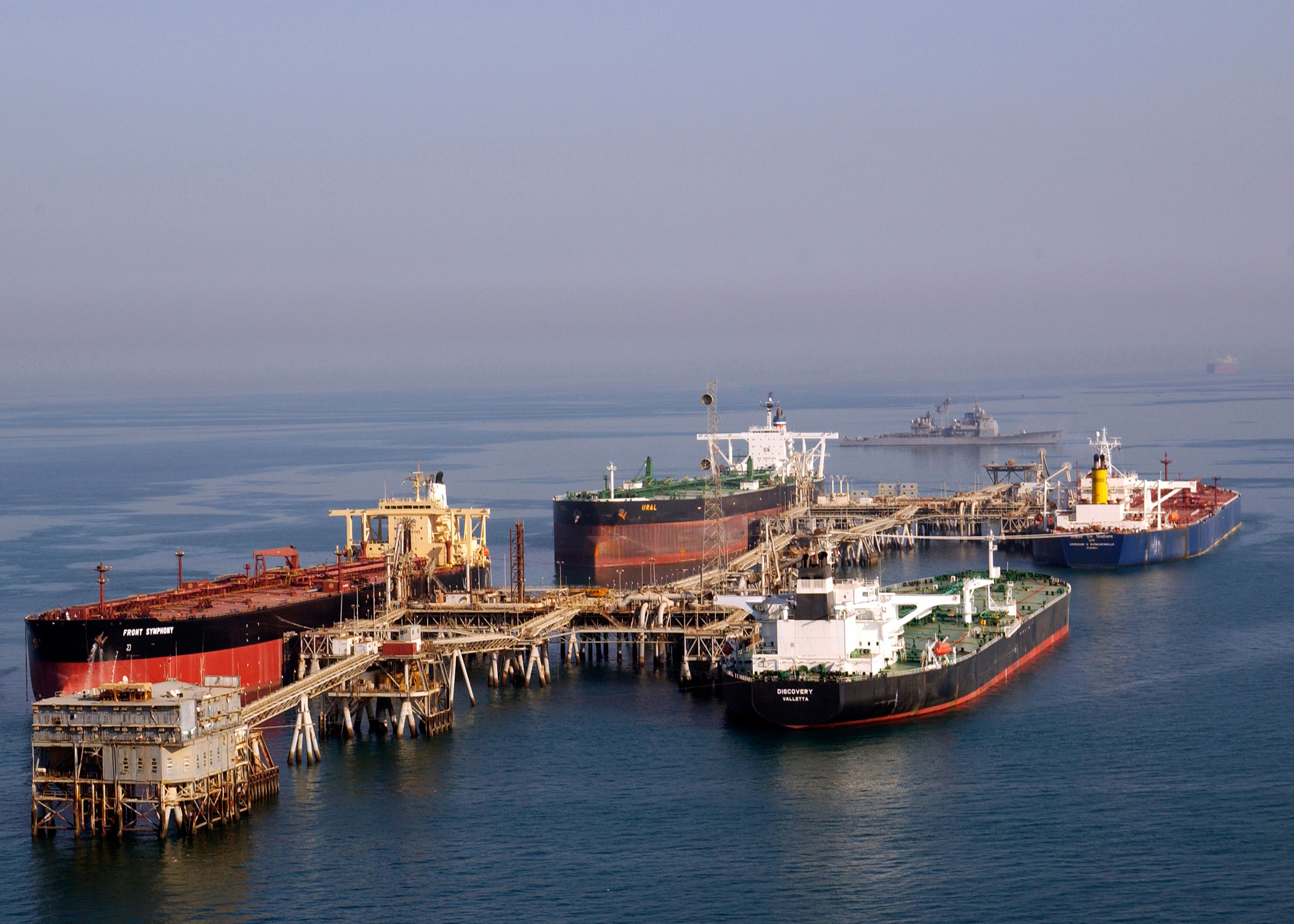
Tankery poblíž Basry.

Do padesátých let 20. století stála ekonomika Iráku na zemědělství, poté ale nastala hospodářská revoluce a do roku 1980 Irák vyvinul systém plánované ekonomiky a stal se druhým nejbohatším státem arabského světa (po Saúdské Arábii) a třetím nejbohatším na Blízkém východě. Irácké hospodářství poškodila nejdříve irácko-íránská válka a mnohem více pak válka v Zálivu a embargo uvalené OSN v roce 1990. Další ránou pro hospodářství byla válka v Iráku začínající v roce 2003.
Irák se od ustanovení nového režimu v roce 2003 snaží podporovat hospodářskou soutěž, lákat zahraniční investory a liberalizovat ekonomiku, ta je zatím ale ve velké míře stále v rukou státu. Např. uhlovodíkový sektor, jehož hlavní součástí je těžba ropy a který je základem místního hospodářství, má pod kontrolou stát. Mezi další průmyslová odvětví patří výroba chemikálií, textilu, stavebních materiálů a kovů.
Irácké zásoby ropy jsou podle odhadu z roku 2011 páté největší na světě. Prodej ropy vytváří přes 90 % vládních zisků a ropa tvoří přes 80 % vývozních komodit; Irák je 11. stát na světě podle exportu ropy, denně produkuje zhruba 2,4 milionu barelů a exportuje jich 1,9 milionu. Irák má také 11. největší zásoby zemního plynu na světě. Kromě ropy vyváží další suroviny (zhruba 8 % exportu) a živočišné produkty (5 %). Nejvíce exportu putuje do USA (25,2 %), Indie (15,1 %), Jižní Koreje (9,9 %), Itálie (9,2 %) a Čínské lidové republiky (8,5 %). Naopak Irák nejvíce importuje z Turecka (23,8 %), Sýrie (16,6 %), Čínské lidové republiky (8,5 %) a USA (8,3 %). Mezi nejčastěji dovážené zboží patří potraviny, léky a průmyslové výrobky. Celkově nejvýznamnějším obchodním partnerem Iráku jsou Spojené státy následované Evropskou unií. Vysokému zájmu zahraničních investorů překážejí problémy s nákupem půdy.
V roce 2010 činil hrubý domácí produkt (HDP) Iráku v paritě kupní síly 113,4 miliardy dolarů. Meziroční růst HDP za roky 2008, 2009 a 2010 činil 9,5 %, 4,2 % a 0,8 %. HDP na obyvatele v paritě kupní síly činilo v roce 2010 zhruba 3 800 dolarů, a Irák tak byl v tomto ohledu 160. státem na světě. Nezaměstnanost dosahuje zhruba 50 %, z pracujícího obyvatelstva 21 % pracuje v zemědělství, 19 % v průmyslu a 60 % ve službách. Podíl žen na trhu práce je zhruba 17 %. K největším zaměstnavatelům patří státní sektor, např. v kurdistánských provinciích v něm pracuje až 50 % zaměstnanců.
Služby jsou na nejnižší úrovni ze všech odvětví irácké ekonomiky. V poslední době dochází ke zlepšování ve finančních službách, pojišťovnictví, zajišťování městské hromadné dopravy a telekomunikacích, ale zdravotnictví, zásobování pitnou vodou, zásobování elektřinou a školství jsou ve velmi špatném stavu. Základní zdravotní péče a ošetření je poskytováno zdarma. Kvůli bezpečnostní situaci se však v zemi neuskutečňuje téměř žádný cestovní ruch. Významným odvětvím se stále větším podílem na HDP je stavebnictví.
V prvních letech po začátku války v Iráku zaznamenával stát velkou míru inflace (běžně přes 30 %), ale v roce 2010 byl jeho index spotřebitelských cen již pouze 2,4 %. Měnou je irácký dinár, jehož směnný kurz v roce 2010 byl 1 170 dinárů za dolar.

### Zemědělství

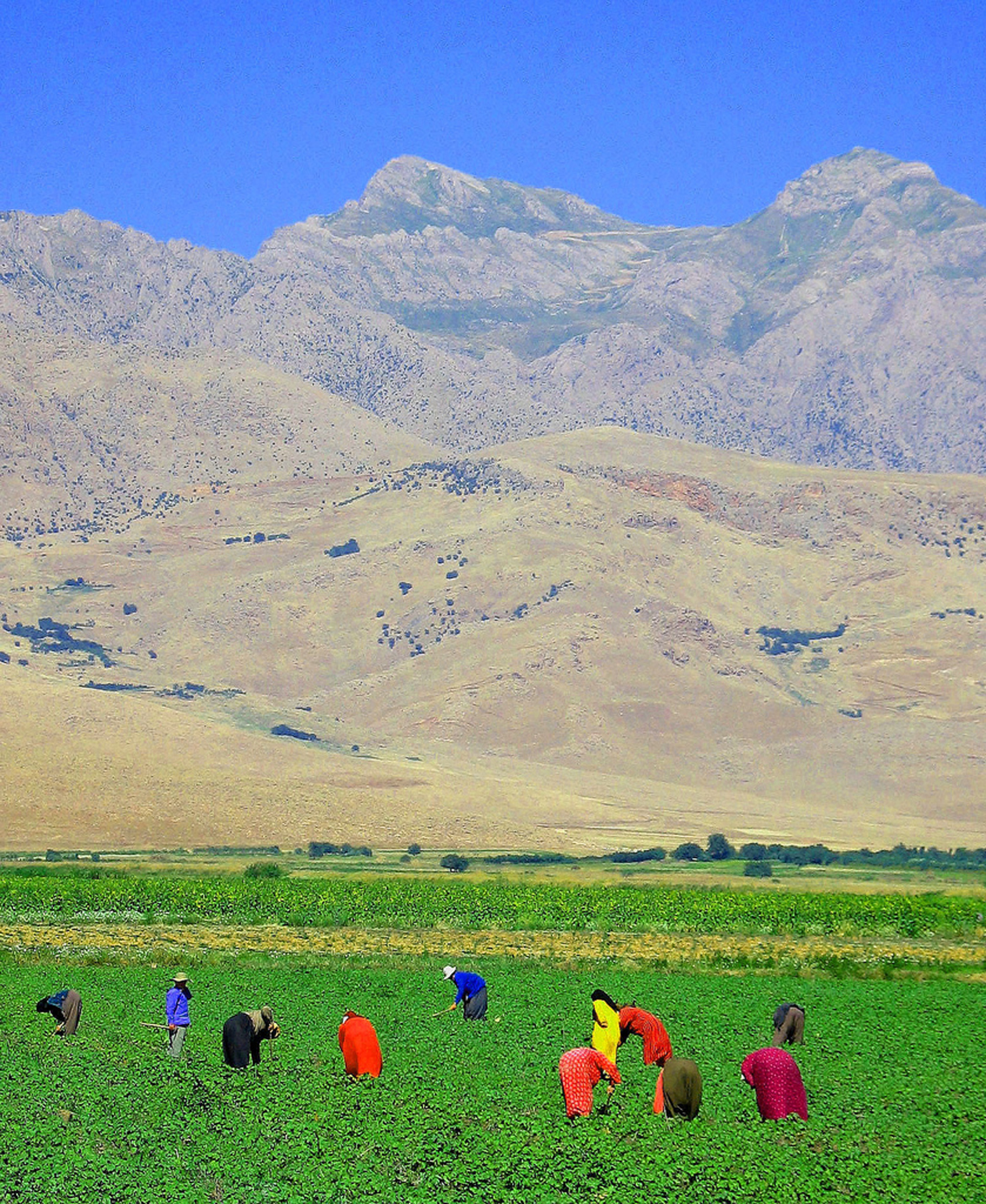
Kurdští zemědělci nedaleko hranic s Tureckem

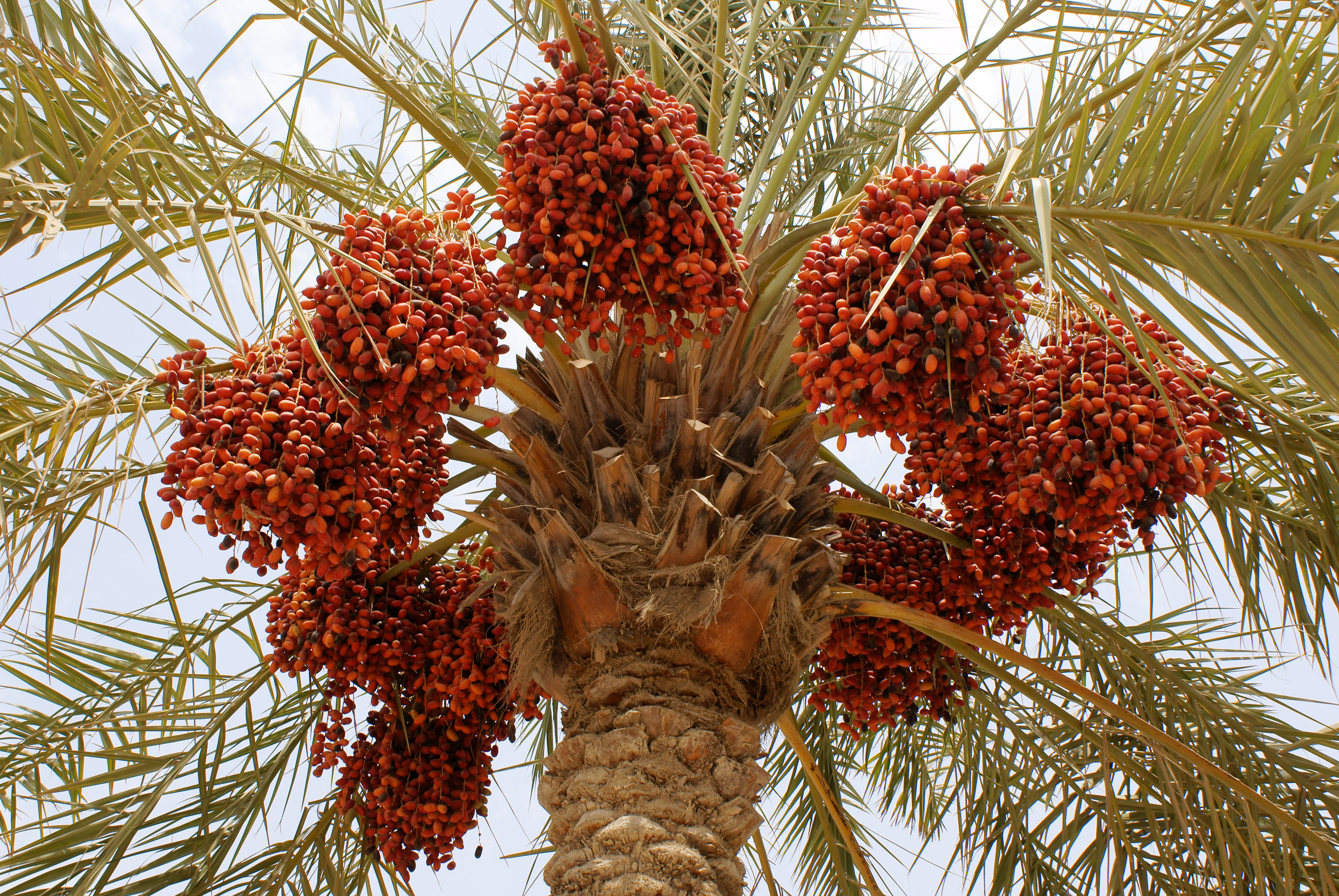
Datle, jeden z nejvýznamnějších zemědělských produktů Iráku

Půda patří z většiny soukromým vlastníkům. V zemi je rozvinutý systém zavodňování a využívají se zemědělské stroje, hnojiva a pesticidy, k výraznému vývoji v použití moderních technologií v zemědělství dochází od roku 2003. Podíl zemědělství na HDP činí necelých 10 %, na zaměstnanosti pak něco málo přes 20 %. Zhruba 2/3 populace jsou závislé na potravinách z jiných zemí, kterých se dováží téměř dva miliony tun ročně. V roce 2009 Irák vyprodukoval 1,7 milionu tun pšenice a 0,5 milionu tun ječmene. Do irácko-íránské války v roce 1980 byl Irák největším producentem datlí na světě s 596 920 tunami ročně (1980), kvůli konfliktům se ale v žebříčku propadl a v současnosti (2009) je sedmým největším producentem s 507 002 tunami ročně. Ministerstvo zemědělství se snaží o rehabilitaci tohoto odvětví. Nejvýdělečnější zemědělskou plodinou je rajče jedlé, kterého v roce 2009 Irák vyprodukoval 913 493 tun. Dále se v Iráku pěstuje pšenice, ječmen setý, rýže a zelenina. Co se týče živočišné výroby, v roce 2009 Irák vyprodukoval 47 493 tun hovězího masa, 46 984 tun jehněčího masa, 48 312 tun kuřecího masa a 915,6 milionu vajec.

### Infrastruktura
Do 80. let 20. století byla irácká infrastruktura jednou z nejlepších na Blízkém východě. Kvůli válkám ale byla velká část poničena a Irák se na její rozvoj nesoustředil. V zemi je nedostatečné zásobování pitné vody, nedostatek zdravotních zařízení a špatně fungující veřejná rozvodná síť elektřiny, která např. v Bagdádu funguje průměrně pouze 5 hodin denně. Celkový rozsah silnic v Iráku je přes 44 900 km, z toho zhruba 37 900 km je zpevněných; počet automobilů je zhruba 2 miliony. Irák má 104 letišť, z toho 75 se zpevněnou dráhou, a 21 heliportů. Z tohoto počtu je 5 letišť mezinárodních – v Bagdádu, Basře, Arbílu, Sulajmáníje a Nadžafu. Státní leteckou společností je Iraqi Airways. Stát má dále 2 272 km železničních tratí, které jsou ale často nefunkční. Modernizace železnic je nicméně naplánována do budoucna a Irák do této oblasti investuje. Říční dopravu využívají jen malí podnikatelé a rybáři. Irák má v současnosti pouze jednu obchodní loď, protože zbylé byly během válek zničeny, ale snaží se vybudovat obchodní flotilu a na konci září 2011 oznámil koupi tří nákladních lodí.
V oblasti telekomunikací se Irák rychle rozvíjí. Přístup k pevné lince mělo v roce 2009 zhruba 1 000 000 domácností a počet mobilních telefonů dosahoval téměř 20 milionů. Přístup k internetu mělo asi 325 000 lidí. V Iráku operuje zhruba 80 rozhlasových stanic a 20 televizních stanic a dostupné je satelitní zahraniční vysílání.

## Obyvatelstvo

Hlavní etnicko-náboženské skupiny v Iráku
Arabové (ši'íté)
Arabové (sunnité)
muslimští Kurdové
Asyřané
Jezídové
iráčtí Turkmeni

Podle odhadu Mezinárodního měnového fondu z roku 2011 žije v Iráku 32 847 000 obyvatel a podle údajů CIA 30 399 572 lidí. Zhruba 75–80 % z nich jsou Arabové a 15–20 % jsou Kurdové. Dalšími skupinami obyvatel jsou Asyřané a iráčtí Turkmeni. V jižním Iráku v roce 2003 žilo přibližně 20 000 bažinných Arabů (Madánů). Dále v Iráku žije několik tisíc Čerkesů, Arménů a Čečenců. Úředními jazyky jsou arabština a kurdština. Dalšími častými jazyky jsou syrština a turkmenština. V některých regionech mohou být podle irácké ústavy za úřední prohlášeny i další jazyky, pokud s tím většina lidí souhlasí v referendu.
Podle odhadů z roku 2011 je 38 % Iráčanů mladších 15 let a mediánový věk je 20,9 let. Roční přirozený přírůstek obyvatelstva činí 2,4 % a úhrnná plodnost je 3,67 dítěte na ženu. Porodnost je 28,8 narozených na 1000 osob a úmrtnost 5,4 zemřelých na 1000 osob. Střední délka života je v průměru 70 let, mezi rozšířené choroby patří např. průjem, hepatitida A a břišní tyfus. Celkem 66 % obyvatel žije ve městech, z nichž největší jsou Bagdád, Basra, Mosul, Arbíl a Sulajmáníja. Čtvrtina obyvatel žije pod hranicí chudoby. 91 % obyvatel ve městech a 55 % na vesnici má přístup k pitné vodě, 73 % obyvatel má přístup ke zdravotnickým zařízením, která ale často trpí nedostatkem kvalifikovaného personálu. Od roku 2003 je na dodávkách pitné vody od UNICEF závislých přes 200 000 Iráčanů.
Podle ústavy mají ženy stejné právo jako muži, ale v zákonech i praxi jsou často diskriminovány, např. nuceny k dodržování přísného stylu oblékání nebo k předčasným manželstvím. Problémem je i domácí násilí na ženách, vraždy ze cti a ženská obřízka, která je rozšířena hlavně v kurdském regionu.

### Náboženství
| Náboženství v Iráku, 2015 | Náboženství v Iráku, 2015 | Náboženství v Iráku, 2015 | Náboženství v Iráku, 2015 | Náboženství v Iráku, 2015 |
| ------------------------- | ------------------------- | ------------------------- | ------------------------- | ------------------------- |
|                           |                           |                           |                           |                           |
| Ší'itský islám            | Ší'itský islám            |                           | 64,4 %                    | 64,4 %                    |
| Sunnitský islám           | Sunnitský islám           |                           | 30,9 %                    | 30,9 %                    |
| Gnosticismus/Jezídismus   | Gnosticismus/Jezídismus   |                           | 3,4 %                     | 3,4 %                     |
| Křesťanství               | Křesťanství               |                           | 1,21 %                    | 1,21 %                    |
| Ostatní                   | Ostatní                   |                           | 0,09 %                    | 0,09 %                    |

Naprostá většina Iráčanů (97 %) je muslimského vyznání, z toho 60–65 % tvoří šíité a 32–37 % sunnité. V Iráku se nacházejí dvě posvátná města šíiitů – Nadžaf a Karbalá. Zvláštní náboženskou skupinou jsou Jezídové, což jsou většinou Kurdové, jejichž náboženství kombinuje prvky několika jiných náboženství, mezi nimi křesťanství a islámu.
Ke křesťanství a ostatním náboženstvím se hlásí 3 % obyvatel. Mezi křesťanské církve v Iráku patří Chaldejská katolická církev, Syrská pravoslavná církev a Asyrská východní církev. Na iráckém území žijí křesťané asi 2 000 let. V dnešní době se koncentrují hlavně v Bagdádu, Basře, Kirkúku, Arbílu a Mosulu. Před válkou v Iráku jejich počet dosahoval okolo 800 000 lidí, po sesazení Saddáma Husajna se ale kvůli nepřátelskému chování ze strany muslimů asi polovina z nich odstěhovala do Sýrie a menší počet do Jordánska. V Bagdádu a na jihu země žije zhruba 5 000 mandejců, jejichž náboženství starší než křesťanství z velké části čerpá z mezopotamského náboženství.
V roce 1941 bylo na iráckém území asi 150 000 Židů, od té doby byli ale vládou soustavně pronásledováni, většina z nich po založení Izraele v roce 1948 Irák opustila a dnes jich tam žije méně než 100.

### Uprchlíci
Od počátku druhé války v Zálivu do roku 2007 uprchly z Iráku přes 2 miliony obyvatel, další 2 miliony byly vyhnány z domova a přestěhovaly se na jiné místo v Iráku. V Sýrii je přes milion iráckých uprchlíků a další asi půl milionu je v Jordánsku. Další jsou v Libanonu, Egyptě, arabských státech v Perském zálivu, Íránu a Turecku. Tato krize je největší uprchlickou krizí na Blízkém východě od první arabsko-izraelské války v roce 1948. Podle odhadů OSN Irák přišel o 40 % střední třídy.
Mnoho dětí uprchlíků nechodí do školy, protože rodiče se bojí odhalení jejich ne vždy legálního pobytu. Mnoho jich taky ilegálně pracuje, aby uživili své rodiny. V Sýrii se problémem stala dětská a ženská prostituce, ke které se uprchlíci uchylují kvůli nedostatku práce.

## Kultura

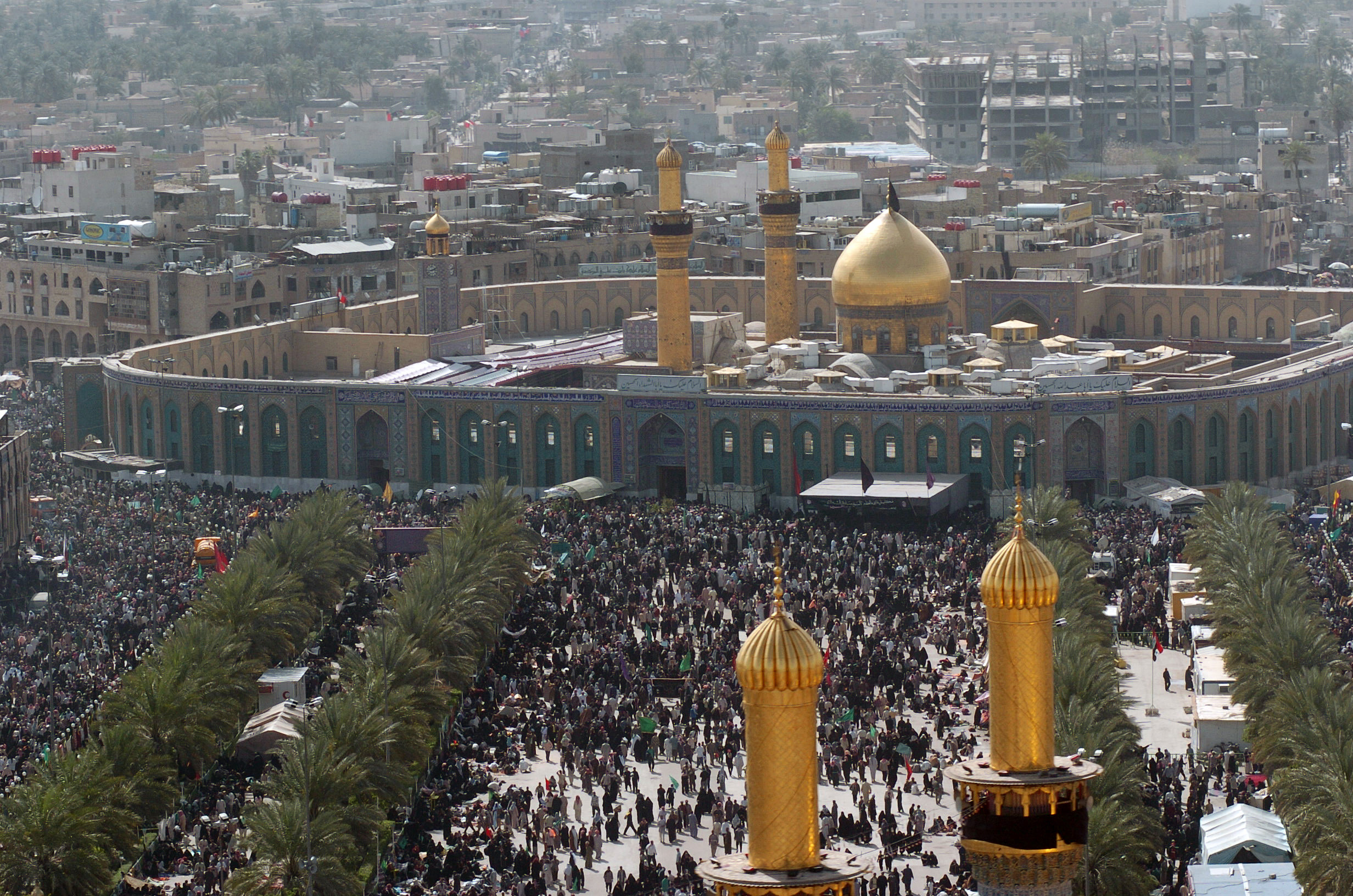
Husajnova mešita v Karbale

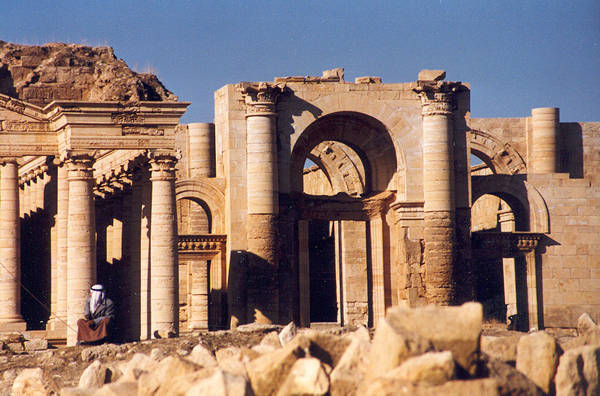
Ruiny města Hatra

Stáří irácké kultury sahá až do starověké Mezopotámie, kdy na tomto území žili Sumerové, Akkadové, Babylóňané a Asyřané. V této době byly postaveny např. visuté zahrady Semiramidiny, Ištařina brána a mnohé chrámy zasvěcené mezopotamským bohům, mezi něž patřily i zikkuraty. Jeden ze zikkuratů, pravděpodobně ten v Borsippě nedaleko Bagdádu, sloužil jako předloha k biblické Babylonské věži. Od poloviny 7. století se vlády nad zemí ujali muslimové a od té doby se v Iráku projevuje islámská kultura. Mezi nejvýznamnější islámské stavby v Iráku patří Alího mešita (třetí nejposvátnější mešita šíitského islámu, ve městě Nadžaf), al Askarího mešita (Samarra) a Husajnova mešita (Karbalá).
Centrem irácké kultury je Bagdád, kde se míchají západní umělecké projevy (např. balet, divadlo a moderní umění) s tradičnějším blízkovýchodním uměním. Významnými uměleckými formami v Iráku jsou poezie, malířství a sochařství. Iráčané k většině běžných záležitostí využívají gregoriánský kalendář, k náboženským svátkům pak islámský lunární kalendář. Nejvýznamnější muslimský svátek je ramadán a zvláště pak Íd al-Fitr, oslava konce ramadánu. Ministerstvo kultury a informací se snaží o zachování tradičních druhů povolání jako např. zpracování mědi a koželužství. Od 50. let se iráčtí umělci a intelektuálové snažili vytvořit novou národní identitu skrze odkazy na civilizace dávné Mezopotámie. Režim strany Baas toto snažení podporoval výstavbou archeologických muzeí a pořádáním kulturních festivalů. Saddám Husajn na jednu stranu umění podporoval, ale cenzuroval a zakazoval ty umělecké projevy, které ho kritizovaly. Také zakázal některé svátky kvůli obavě, že velká setkání lidí by se mohla vést k demonstracím proti vládě.
Nejvýznamnějším muzeem je Irácké národní muzeum umístěné v Bagdádu. Na seznamu světového dědictví UNESCO jsou zapsána tři irácká města: Aššúr, Samarra a Hatra. Mezi další významná historická města sloužící jako archeologické lokality patří Ninive, Kiš, Akkad, Lagaš, Eridu, Ur, Uruk, Nimrud, Babylón a Nippur. Z mezopotamského období se zachovaly také různé sochy, malby a texty vyryté do hliněných tabulek (Epos o Gilgamešovi, Chammurapiho zákoník). Jedním z kandidátů na zápis do seznamu UNESCO je citadela v Arbílu, která se svou sedmitisíciletou historií patří mezi nejstarší nepřetržitě obydlená městská sídla na světě.

### Vzdělání a věda
Na území Iráku se narodili dva legendární vědci islámského zlatého věku. Rodákem z Basry byl Alhazen (Abú ʿAlí al-Hasan ibn al-Hasan ibn al-Hajtham), který proslul především výzkumem světla a položil tak základy optiky. S Kúfou je zase spojena činnost Gebera (Abú Músa Džábir ibn Hajjána), který udělal zásadní kroky na cestě od alchymie k chemii a objevil například destilaci, krystalizaci, kyselinu dusičnou nebo lučavku královskou.
Zhruba 75 % obyvatel je gramotných, průměrná doba strávená vzděláváním (od primárního do terciárního) je 10 let. Povinná školní docházka je do šesté třídy, poté žáci píší celostátní zkoušky, které rozhodnou o postupu do vyšších ročníků. Od sedmé třídy je většina škol rozdělena na chlapecké a dívčí. Do roku 2003 neexistovaly soukromé školy, ale v roce 2010 jich už bylo přes 200. Vzdělávací instituce jsou na špatné úrovni, mnoho profesorů emigrovalo během vlády Saddáma Husajna a od roku 2003 se mnoho dalších stalo oběťmi výhrůžek a fyzického napadání, což vedlo k další vlně emigrace. Většina z celkových 13 univerzit a dalších 40 institucí vysokého vzdělání byla navíc vypleněna v souvislosti s nepokoji v roce 2003 a potřebovala přestavbu, stejně jako zhruba 80 % z celkových 15 000 budov nižšího vzdělání, které byly kvůli nízkým dotacím za Husajnovy vlády ve špatném stavu.

### Sport
Nejoblíbenějším sportem v Iráku je fotbal. V roce 2007 irácká reprezentace vyhrála mistrovství Asie ve fotbale. Získala rovněž zlato na Asijských hrách v roce 1982 a jednou se kvalifikovala na mistrovství světa, a to v roce 1986. Nejúspěšnějším iráckým fotbalovým klubem je Al-Shorta SC, který se v roce 1971 probojoval do finále Ligy mistrů AFC, kde pak odmítl nastoupit proti izraelskému klubu Maccabi Tel Aviv, jemuž tak připadl titul. Roku 1948 se Irák poprvé účastnil olympijských her, z druhé účasti v roce 1960 si odnesl bronzovou medaili ze vzpírání díky Abdul Wahid Azizovi, který vybojoval rovněž bronz na světovém šampionátu ve Varšavě roku 1959. Dosud jde o jedinou olympijskou medaili pro Irák. Od roku 1980 se iráčtí sportovci účastní letních olympijských her pravidelně, ale zatím se neobjevili na zimních olympijských hrách.

### Kuchyně

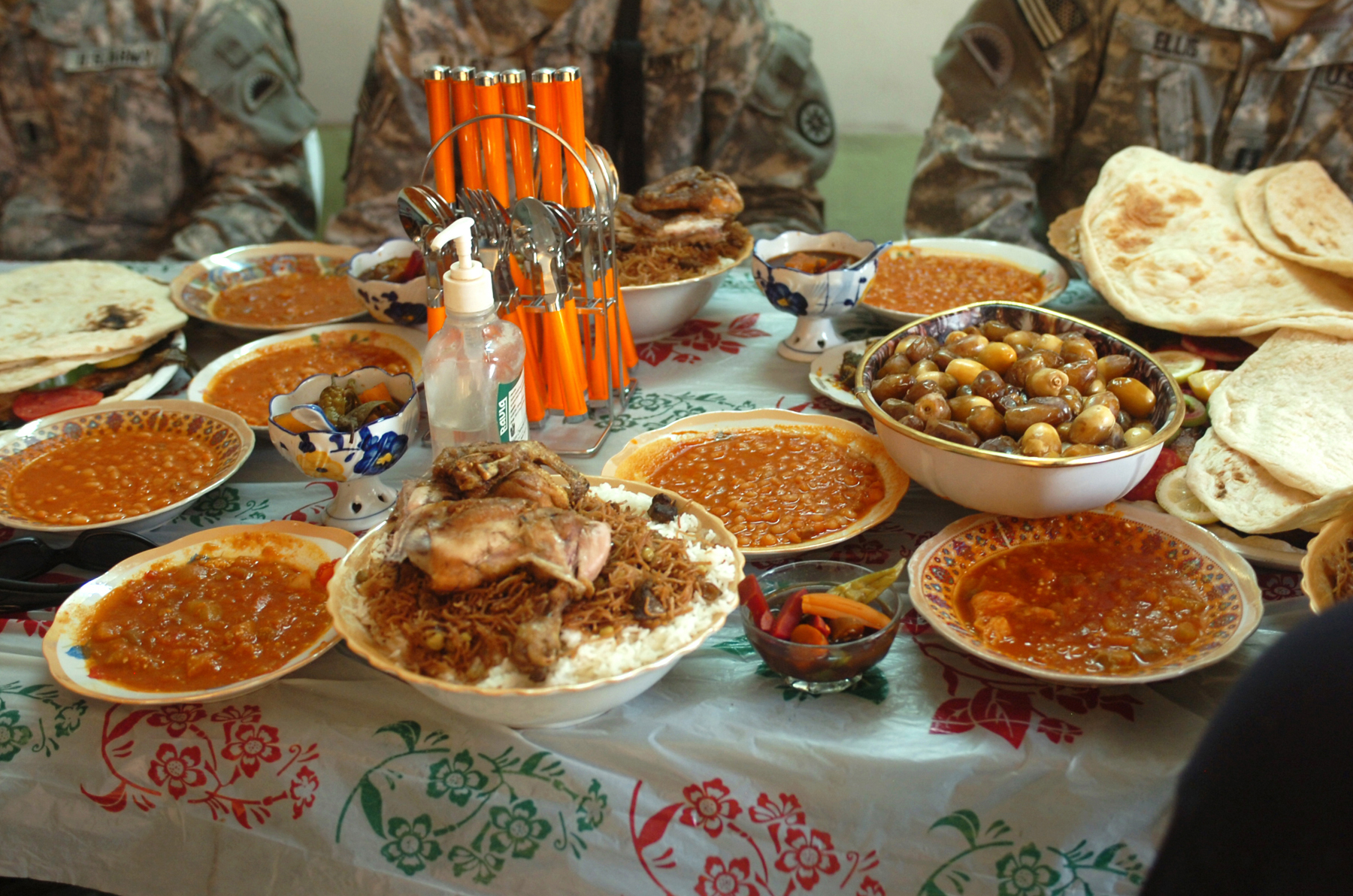
Stůl s iráckým jídlem

Irácká kuchyně má tradici starou 10 000 let (viz arabská kuchyně). Svého vrcholu dosáhla v Bagdádu v době, kdy toto město bylo centrem islámské říše. Později byla výrazně ovlivněna kuchyněmi sousedních zemí, převážně íránskou, tureckou a syrskou. Jako všechny ostatní oblasti kultury je i irácká kuchyně ovlivněna islámem, což se projevuje mimo jiné zákazem konzumace vepřového masa a alkoholu. Oblíbeným pokrmem je maso, nejčastěji kuřecí a jehněčí v různých provedeních, jako kebab, khouzí (skopové maso s rýží) a kibbe (pšeničné kuličky s masem). Nejčastější přílohou k masu je rýže. Mezi další běžná jídla patří dolma (plněná zelenina), jogurt, datle nebo masguf, grilovaná rybí specialita, která je považovaná za irácké národní jídlo. Jako koření se nejčastěji používá směs baharat.